# Železniční trať Čelákovice–Neratovice
Železniční trať Čelákovice–Neratovice (v jízdním řádu pro cestující označená číslem 074) vede z Čelákovic do Neratovic přes Brandýs nad Labem. Jednokolejná regionální trať byla vybudována v souvislosti s přijetím nového zákona o lokálních drahách, který zjednodušil a zvýhodnil jejich budování. Úsek z Čelákovic do Brandýsa nad Labem byl zprovozněn v roce 1883, do Neratovic v roce 1899.

## Budování tratě

### Úsek Brandýs n.L. – Neratovice

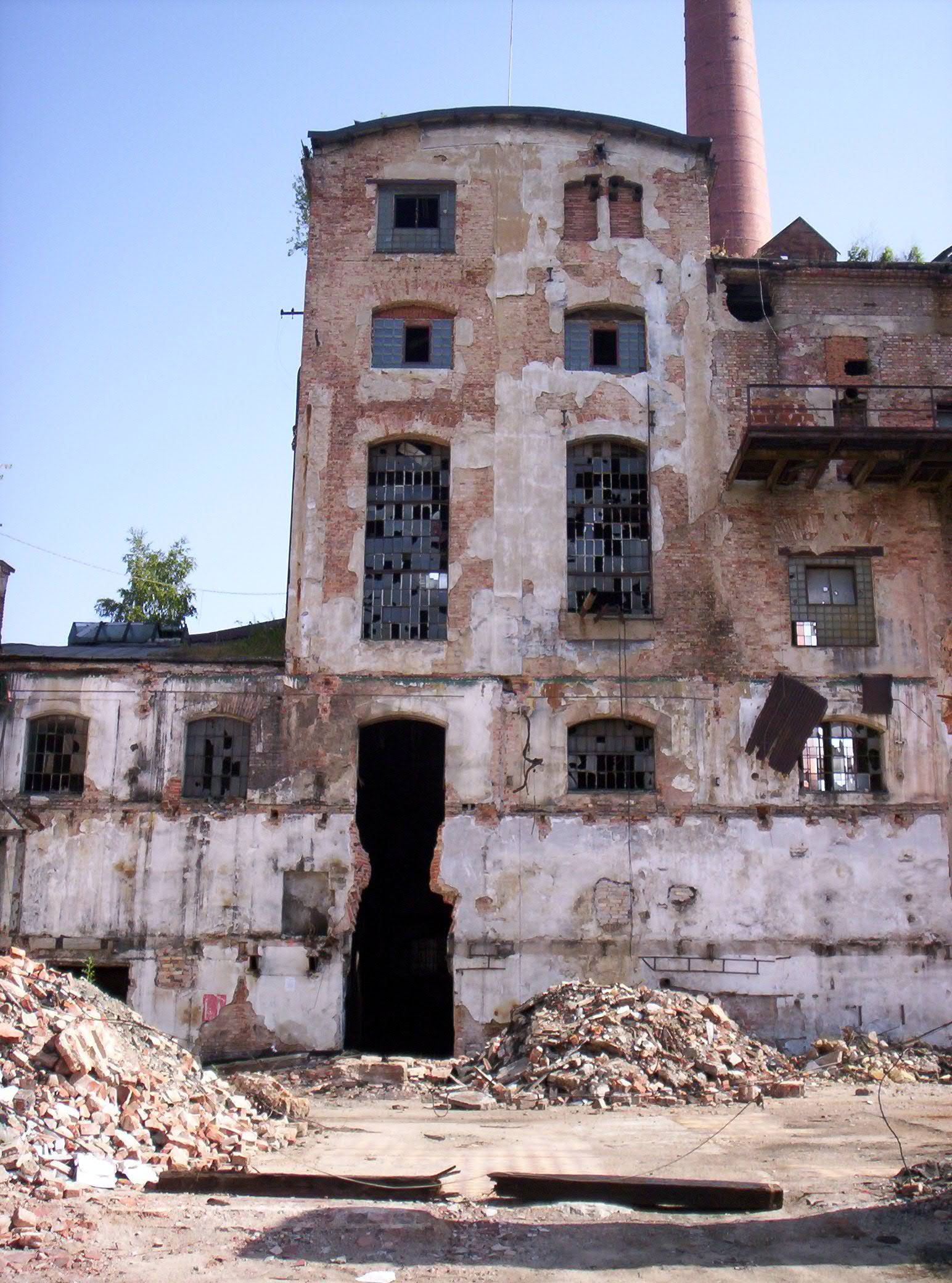
Cukrovar v Kostelci nad Labem (2009)

Prvním zprovozněným úsekem této trati byla tehdejší vlečná dráha z Neratovic do cukrovaru Bloch v Kostelci nad Labem, po níž začaly jezdit nákladní vlaky v roce 1880. Tato 6 km dlouhá vlečka byla později využita při stavbě místní dráhy z Neratovic do Brandýsa.
„Listina o koncessi ze dne 11. ledna 1898 byla vydána ke stavbě a provozování lokomotivní železnice, která budiž zřízena jako místní dráha o rozchodu pravidelném, ze stanice Brandýsa nad Labem přes Kostelec nad Labem do Neratovic a do které budiž dosavadní vlečná dráha z Kostelce nad Labem do Neratovic pojata a přiměřeně upravena. Koncessionář se zavazuje, že povolenou železnici počne ihned stavěti a ji nejdéle do roka dokonati a pravidelnou vozbu po ní provozovati.“

### Úsek Čelákovice – Brandýs n.L.
List povolení Františka Josefa Prvního ze dne 7. listopadu 1881 udělil společnosti pro zřizování rakouských železnic místních právo ke stavbě a užívání železnice místní z Čelákovic do Brandýsa nad Labem ze strany jedné a do Mochova na straně druhé. Společnost jest povinna stavbu této železnice hned započíti a nejdéle do roka dokonati, po vybavení obecnou jízdu po ní zavésti a po všechen čas koncese neporušeně po ní jezditi.
V roce 1883 Rakouská společnost místních drah zahájila provoz na nové trati z Čelákovic do Brandýsa, spolu s tratí do Mochova, která tehdy sloužila jen pro nákladní dopravu. Trať od Čelákovic původně končila na starém nádraží v prostoru dnešní zastávky Brandýs nad Labem-Zápská.
Brzy po zahájení provozu na místní dráze se začalo uvažovat o spojení mezi Brandýsem a vlečkou kosteleckého cukrovaru, jelikož tyto dvě tratě byly od sebe vzdáleny pouze 8 km. V roce 1899 tedy byla zahájena doprava mezi Brandýsem a Neratovicemi. Dráhou byla odkoupena část vlečky kosteleckého cukrovaru, jenž si ponechal pouze 2 km dlouhý úsek, který odbočuje v bývalé stanici Jiřice. 
Zajímavostí je projekt pocházející již z doby Rakouska-Uherska, který počítal s propojením stávajících tratí Neratovice–Brandýs, Brandýs–Čelákovice a Čelákovice–Mochov, doplněné novou spojkou Mochov – Český Brod. Projekt byl však živý ještě za 1. republiky. Motivací bylo odlehčit pražskému železničnímu uzlu od tranzitních nákladních vlaků, jak dokládá návrh dr. Rambouska přednesený v Národním shromáždění v roce 1919. V této době totiž ještě neexistovala pozdější spojka přes stanici Praha-Holešovice. Se stavbou se však nikdy nezačalo.

## Provoz

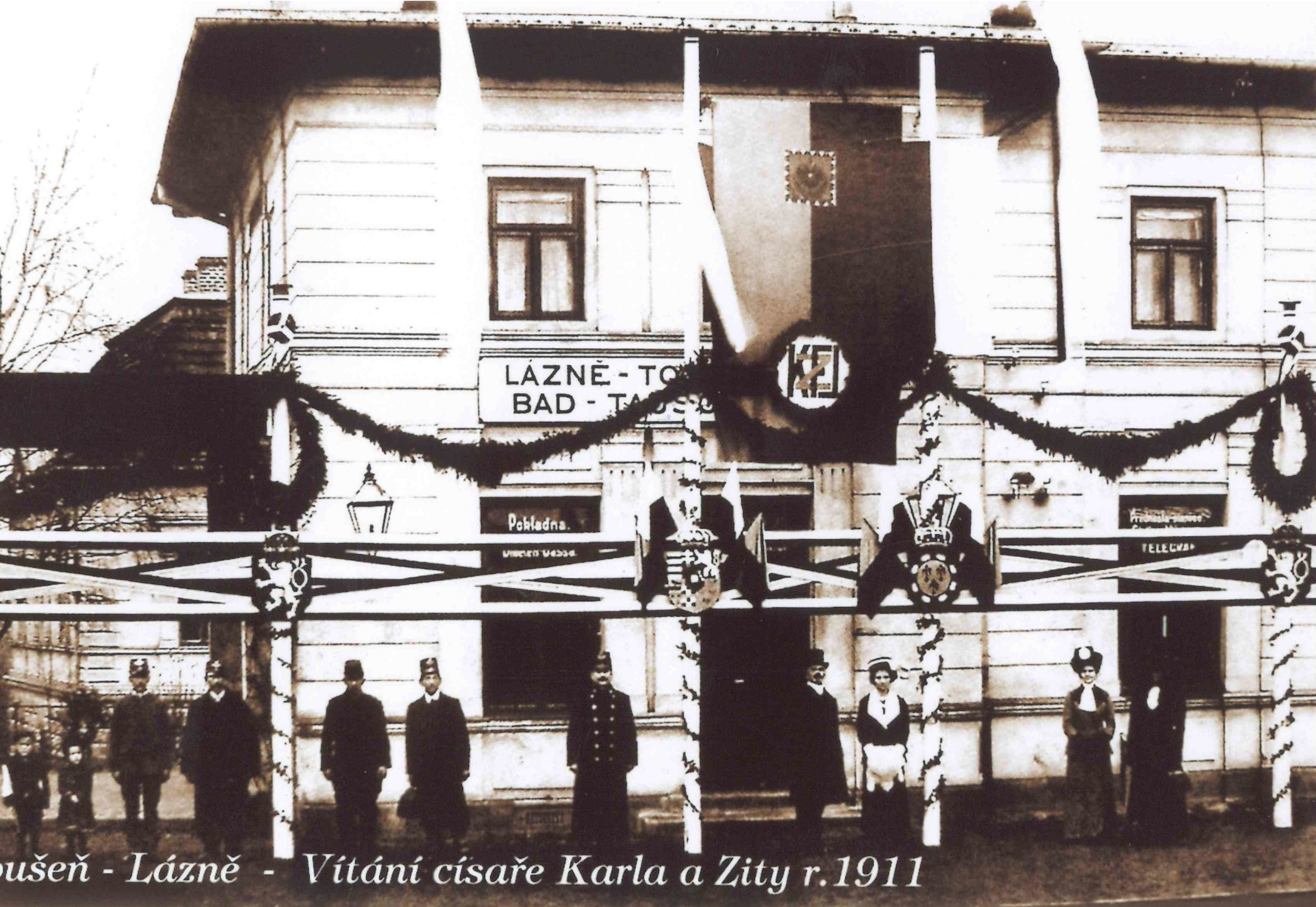
Stanice Lázně Toušeň vyzdobená při příležitosti vítání pozdějšího císaře Karla I. a jeho manželky Zity v roce 1911

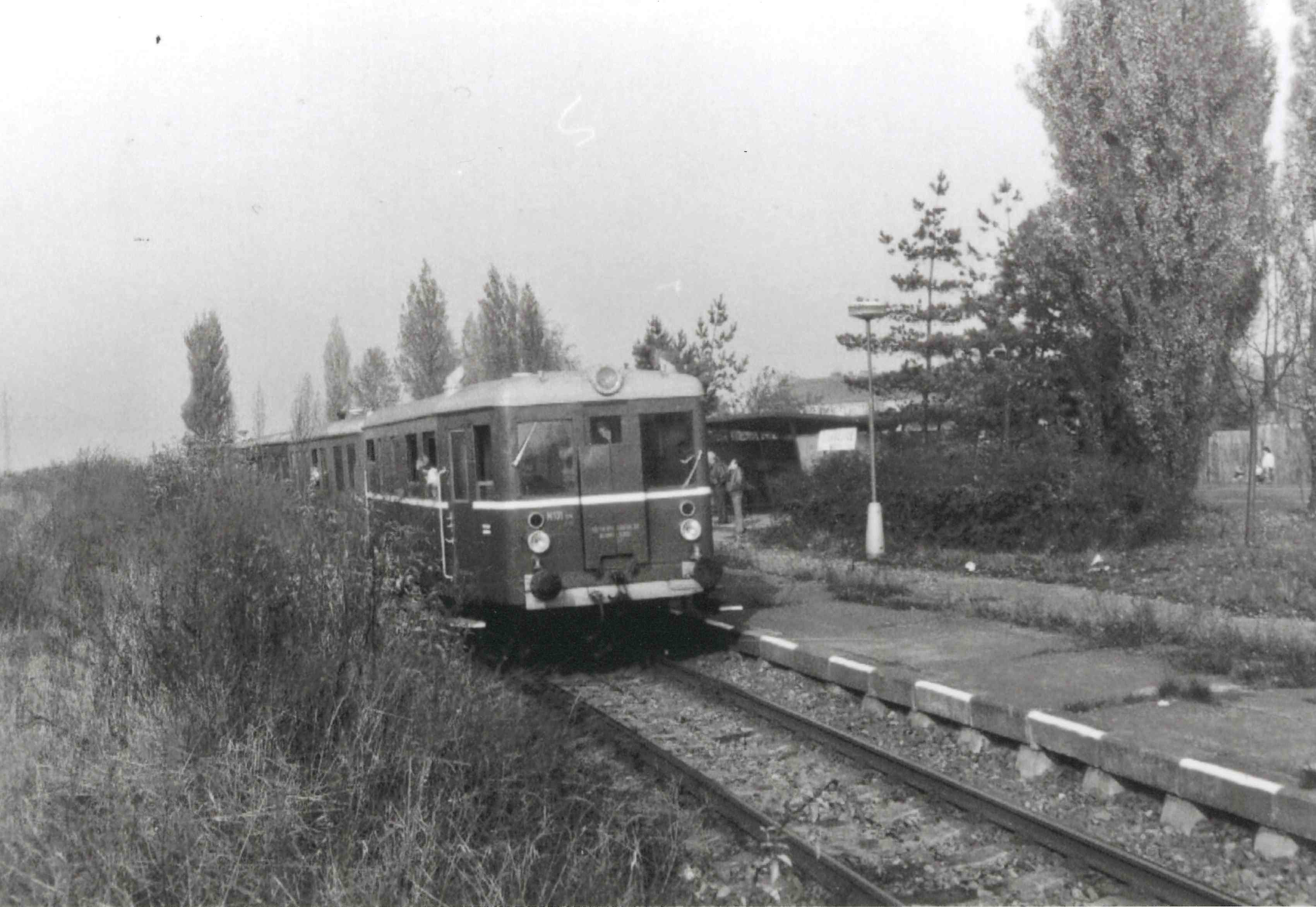
Motorový vůz M 131.1515 v zastávce Čelákovice zastávka v 80. letech. Tento plechový objekt zastávky zde vydržel až do počátku 21. století

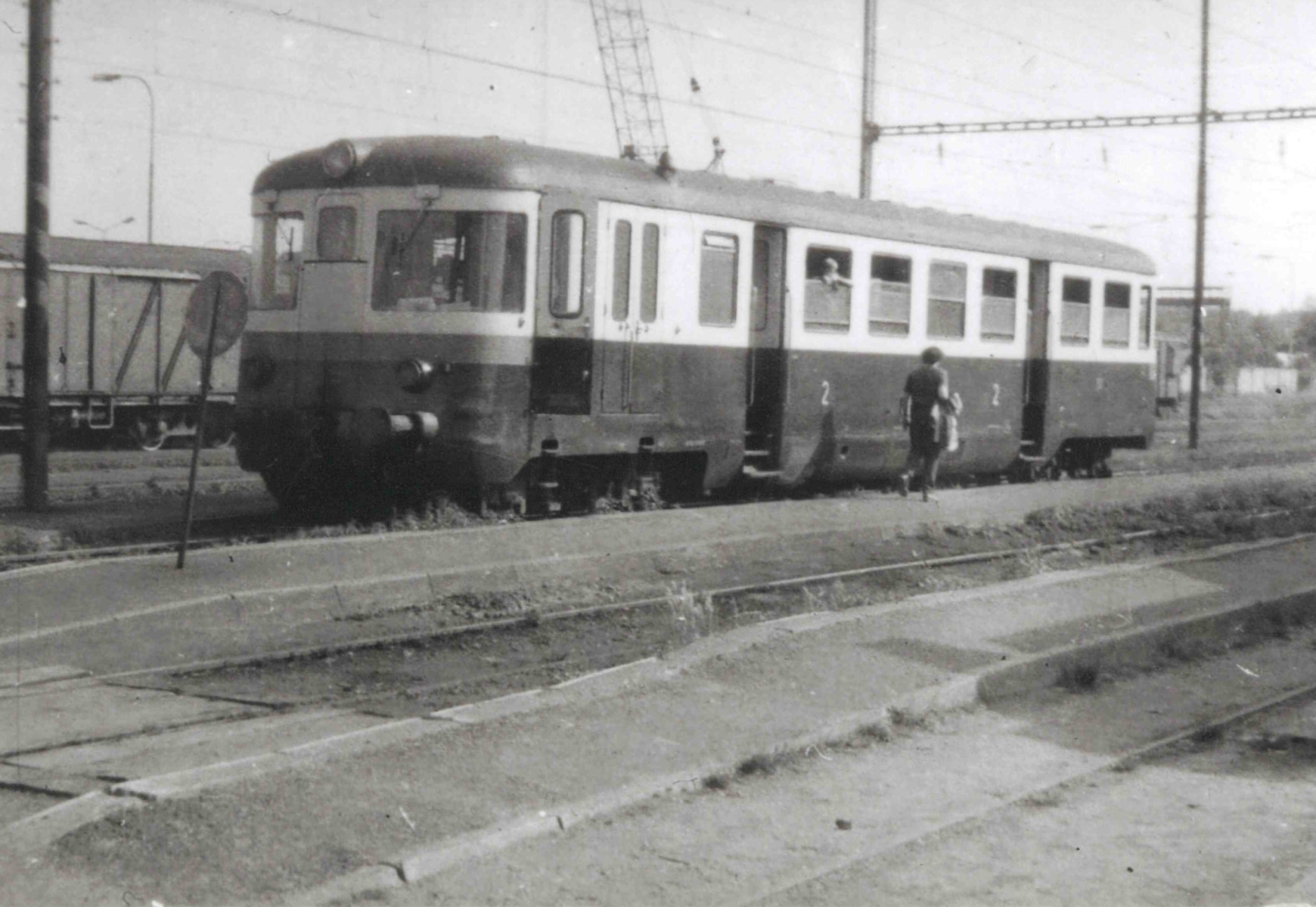
Motorový vůz pozdější řady 820 v Čelákovicích

V roce 1900 byly podle tehdejšího jízdního řádu v provozu tyto stanice a zastávky: Čelákovice, Toušeň, Brandýs nad Labem, Brandýs n. L. město, Polerady, Labský Kostelec, Jiřice, Neratovice.
| období jízdního řádu                                                                | číslo tratě a celkový rozsah tratě               | počet vlaků (v části tratě)                                                |
| ----------------------------------------------------------------------------------- | ------------------------------------------------ | -------------------------------------------------------------------------- |
| 1900                                                                                | 51 Brandýs n. L. – Čelákovice                    | 4 Sm                                                                       |
| 1900                                                                                | 51a Brandýs n. L. – Neratovice                   | 3 Sm                                                                       |
| 1921 léto                                                                           | 127 Brandýs n. Lab. – Neratovice                 | 4 Sm                                                                       |
| 1921 léto                                                                           | 128 Brandýs n. Lab. – Čelákovice                 | 5 Sm                                                                       |
| 1928/29 zima                                                                        | 17 Čelákovice – Brandýs nad Labem – Neratovice   | 8 N Čelákovice – Brandýs n. Lab., 4 N Brandýs n. Lab. – Neratovice         |
| 1937/38 zima                                                                        | 17 Čelákovice – Brandýs nad Labem – Neratovice   | 10 Us Čelákovice – Brandýs n. Lab., 8 Os Brandýs n. Lab. – Neratovice      |
| 1944/45                                                                             | 505p Čelákovice – Brandýs nad Labem – Neratovice | 9 Os Čelákovice – Brandýs n. Lab., 8 Os Brandýs n. Lab. – Neratovice       |
| 1945/46                                                                             | 6d Čelákovice – Brandýs nad Labem – Neratovice   | 8 Os                                                                       |
| 1959/60                                                                             | 7d Čelákovice – Brandýs nad Labem – Neratovice   | 11 Os Čelákovice – Brandýs n. Lab., 9 Os Brandýs n. Lab. – Neratovice      |
| 1988/89                                                                             | 074 Čelákovice – Brandýs nad Labem – Neratovice  | 13 Os Čelákovice – Brandýs n. Lab., 9 Os Brandýs n. Lab. – Neratovice      |
| 2002/03                                                                             | 074 Čelákovice – Brandýs nad Labem – Neratovice  | 15 Os Čelákovice – Brandýs nad Labem, 10 Os Brandýs nad Labem – Neratovice |
| 2012/13                                                                             | 074 Čelákovice – Neratovice                      | 19 Os Čelákovice – Brandýs nad Labem, 14 Os Brandýs nad Labem – Neratovice |
| Vysvětlivky Sm – smíšený vlak, N – nákladní vlak s přepravou osob, Os – osobní vlak |                                                  |                                                                            |

Na vlečné dráze pro cukrovar Bloch jezdila od zahájení provozu parní lokomotiva v majetku tohoto podniku. Později si cukrovar přebíral vagóny na předávkovém kolejišti v Jiřicích. Koncese pro trať z Brandýsa do Neratovic obsahovala požadavek na tři tříosé parní lokomotivy, tři osobní vozy, dva služební a 12 nákladních vozů. Jízdní řád měl obsahovat tři páry nákladních vlaků s přepravou cestujících. Provoz nakonec zahajovaly dva stroje řady 400.1 označené jmény "Kosteletz" a "Brandeis".
Před první světovou válkou byl na trase mezi Vídní a Brandýsem k vidění vlak se salonními vozy, jelikož pozdější císař Karel I. byl příslušný k vojenské posádce ve Staré Boleslavi. Trať též využívali hosté lázní v Toušeni, v Ostrově a v Houštce a příslušníci výše zmíněné vojenské posádky. Řada těchto hostů ale spíš vystupovala ve stanici Mstětice, která tehdy nesla název Mstětice-Lázně Ostrov, na hlavní trati z Prahy do Nymburka, a z ní dále pokračovali povozy, protože zde zastavovalo více vlaků.
V roce 1931 se objevuje první motorový vůz M 210.0, který tu je pak od roku 1932 v pravidelném provozu. Později je v Brandýse deponován i vůz M 130.2. V Brandýse dále slouží parní lokomotivy řad 400.1, 354.0, 314.2 a 434.1. Na osobních vlacích se vystřídaly motorové vozy M 240.0, letmo je turnosován stroj M 131.1, od roku 1976 jsou starší vozy nahrazovány tehdy novými M 152.0, tyto stroje od roku 1994 již pod novým označením 810, zcela převzaly provoz. Po úpravě pro samoobslužný systém odbavení cestujících, a tedy přečíslování na řadu 809, zde slouží dodnes.
V jízdním řádu z roku 1918 nalezneme 2 páry vlaků jezdící v trase Čelákovice – Brandýs a dva páry v úseku Brandýs (město) – Neratovice, jízdní doba v prvním úseku je 27 minut. V roce 1944 již jezdí 10 párů vlaku z Čelákovic do Brandýsa, z toho 2 s omezením. Na brandýském starém nádraží staví jen jeden z nich, a to jen ve dny školního vyučování. V roce 1988 jezdilo mezi Čelákovicemi a Brandýsem 13 párů vlaků a ve druhém úseku 9. K výrazné redukci osobní dopravy došlo v rámci změny v průběhu platnosti jízdního řádu 1996/1997. V té době se vážně uvažovalo o privatizaci nebo zastavení provozu na řadě regionálních tratí, včetně této. Později však byl počet spojů v souvislosti se zaváděním systému pražské integrované dopravy opět navýšen, později dokonce zavedena doprava v hodinovém taktu.
Z motorových lokomotiv se na této trati poprvé objevily prototypy T 324.0, poté sem na konci 60. let byly dodány přímo z výroby stroje dnešní řady 710, které později musely být odtud stáhnuty po větším počtu vykolejení, jelikož pro tyto třínápravové lokomotivy zde nebyl vyhovující stav kolejí. V 70. letech je nahradily lokomotivy řady 726. V 80. letech je nahradily lokomotivy řady 720 a 721, které zde sloužily do poloviny 90. let. Po nich následovaly 730 a 731. Po roce 2000 se sem dostaly dnes téměř všudypřítomné lokomotivy řady 742. Všechny tyto stroje byly nasazovány na staniční zálohy v Brandýse a v Čelákovicích. Tyto zálohy dnes už nejsou obsazovány. Jako první byla již v 90. letech zrušena ta Brandýská. Na manipulačních vlacích, které jezdily přímo z Neratovic do Čelákovic jezdily lokomotivy 751, jež jezdily i na speciálních vlacích v době řepných kampaní.
Nákladní doprava byla velmi čilá. Obsluhováno bylo několik vleček, kromě zmíněného cukrovaru v Kostelci, který měl vlastní motorové lokomotivy, tu byla i vlečka Brandýských strojíren a sléváren, také s vlastní lokomotivou, pak vlečka skladového areálu v Poleradech, vlečka podniku TOS s vlastní lokomotivou řady 701, vlečka cukrovaru a Prefy v Toušeni. Existovalo též nákladiště zemědělských produktů mezi Brandýsem a Polerady. Značné množství vozů bylo vykládáno a nakládáno přímo ve stanicích Kostelec nad Labem a Brandýs nad Labem.
Dnešní[kdy?] nákladní provoz je ve srovnání se stavem v 80. letech značně redukován. Kromě vozů vykládaných v obvodu brandýské stanice, je obsluhována vlečka podniku BSS - Metaco, ale pro firmu Mitas, která zde skladuje pneumatiky a krátká vlečka v těsné blízkosti brandýského starého nádraží. Vlečka podniku TOS, dlouhá 3 km byla po letech oživena v roce 2007. Příležitostně je obsluhována i vlečka bývalého toušeňského cukrovaru, a to plošinovými vozy s kontejnery. Donedávna[kdy?] odtud byly vypravovány i hlubinové vozy s prefabrikovanými betonovými mostními konstrukcemi. Během ekonomické krize od konce roku 2008 nákladní doprava na trati silně poklesla.
Osobní doprava je zajišťována sólo vedenými motorovými vozy řady 809. V úseku Čelákovice – Brandýs nad Labem jezdí vlaky celý den, včetně víkendů, v pravidelném taktu jedné hodiny. V úseku Brandýs nad Labem – Neratovice pak mimo špičku a o víkendech každé dvě hodiny, v pracovní dny ráno a odpoledne potom také každou hodinu.

## Provozovatelé a vlastníci dráhy
Na této trati se až do zestátnění vystřídalo hned několik provozovatelů a vlastníků. Až do roku 1925 měl každý ze dvou samostatných úseků odlišného vlastníka.

### Úsek Čelákovice – Brandýs nad Labem staré nádraží
- 1. 11. 1883 – ÖLEG (Rakouská společnost místních drah) – vlastník i provozovatel
- 1. 7. 1885 – BCB (České obchodní dráhy) – vlastník i provozovatel
- 18. 7. 1890 – StEG (Rakouská společnost státní dráhy) – vlastník i provozovatel
- 1. 1. 1908 – zestátnění – vlastníkem je kkStB (Císařsko-královské státní dráhy), provozovatelem StEG
- 15. 10. 1909 – vlastníkem i provozovatelem se stává kkStB
- 28. 10. 1918 – ČSD – vlastník i provozovatel
- 1. 1. 1993 – ČD – vlastník i provozovatel
- 1. 1. 2003 – vlastníkem se stala SŽDC, provozovatelem ČD

### Úsek Brandýs nad Labem – Neratovice
- 15. 7. 1899 – vlastníkem dráhy je firma Místní dráha Brandýs nad Labem – Neratovice, provozovatelem StEG
- 15. 10. 1909 – provozovatelem je kkStB, vlastník zůstává stejný
- 28. 10. 1918 – provozovatelem je ČSD, vlastník zůstává stejný
- 1. 1. 1925 – dráha je jako celek zestátněna, firma Místní dráha Brandýs nad Labem – Neratovice zaniká
- 1. 1. 1993 – vlastník i provozovatel je ČD
- 1. 1. 2003 – vlastníkem je SŽDC, provozovatelem ČD

## Stanice a zastávky

### Čelákovice

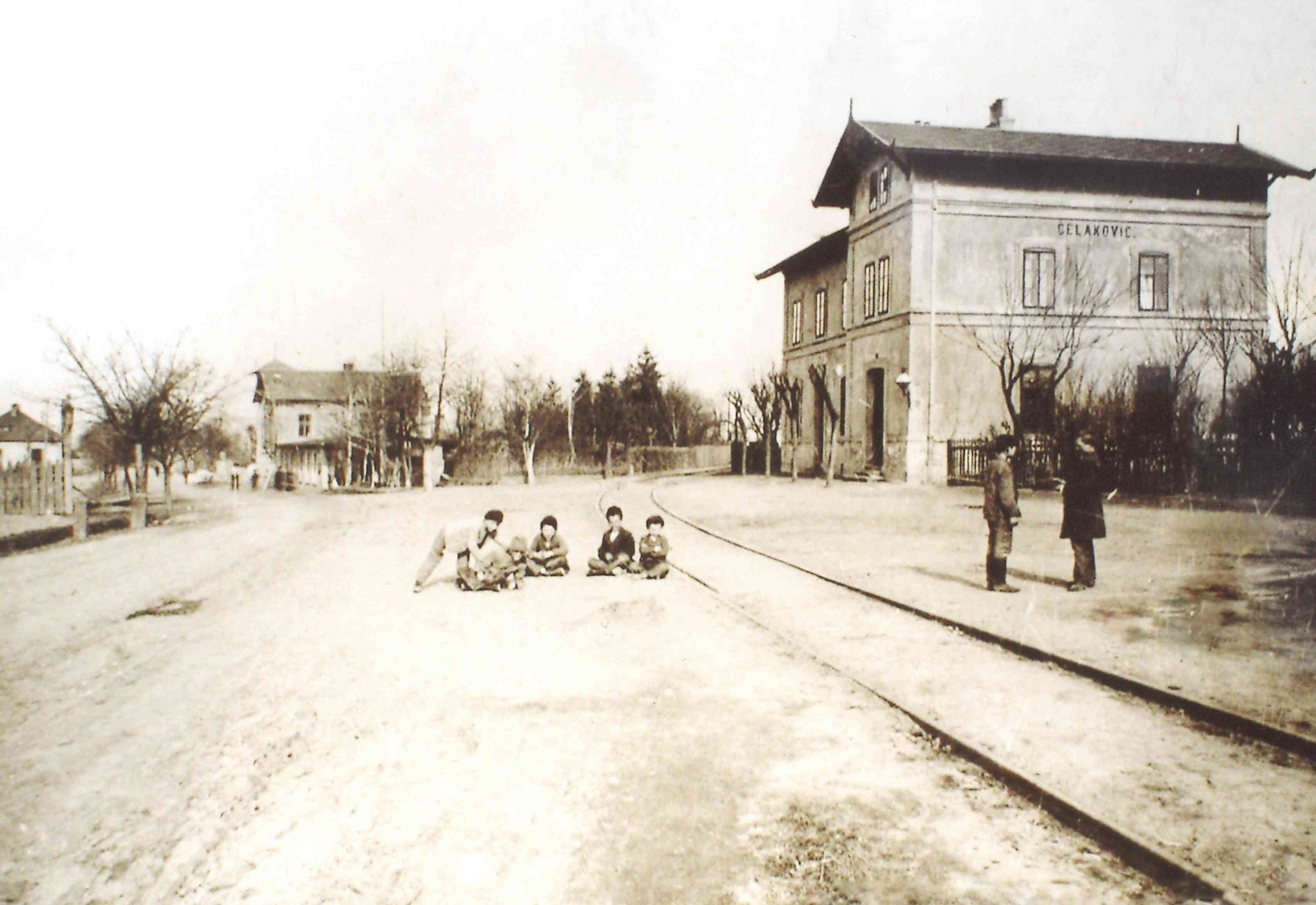
Staniční budova Severozápadní dráhy v Čelákovicích v době, kdy ještě bylo v provozu nádraží místní dráhy do Brandýsa. Kolej před budovou je jediná spojovací kolej mezi místním nádražím a nádražím hlavní trati. Fotografie je z doby před 1. světovou válkou

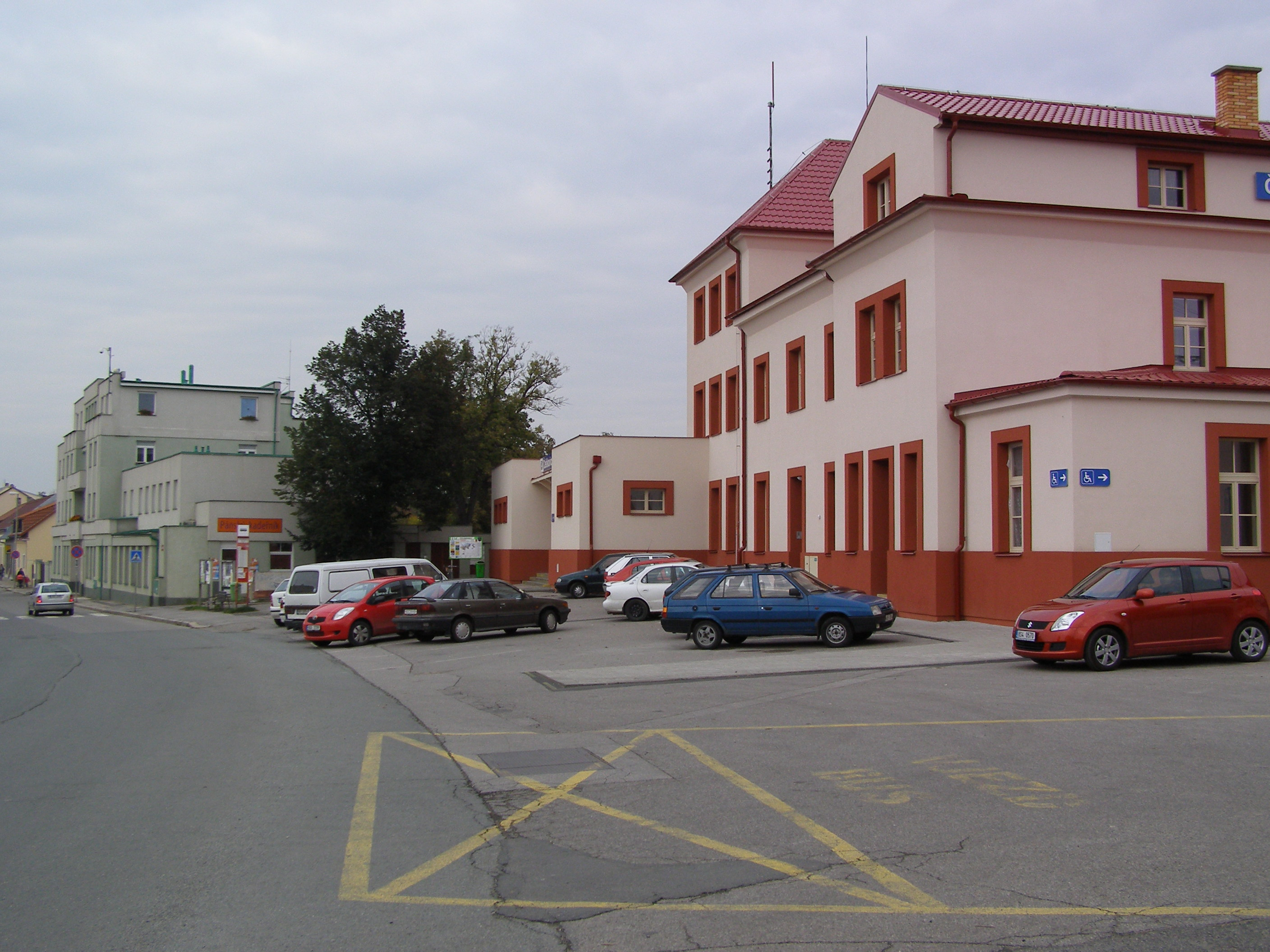
Stejné místo jako na fotografii vlevo v roce 2009

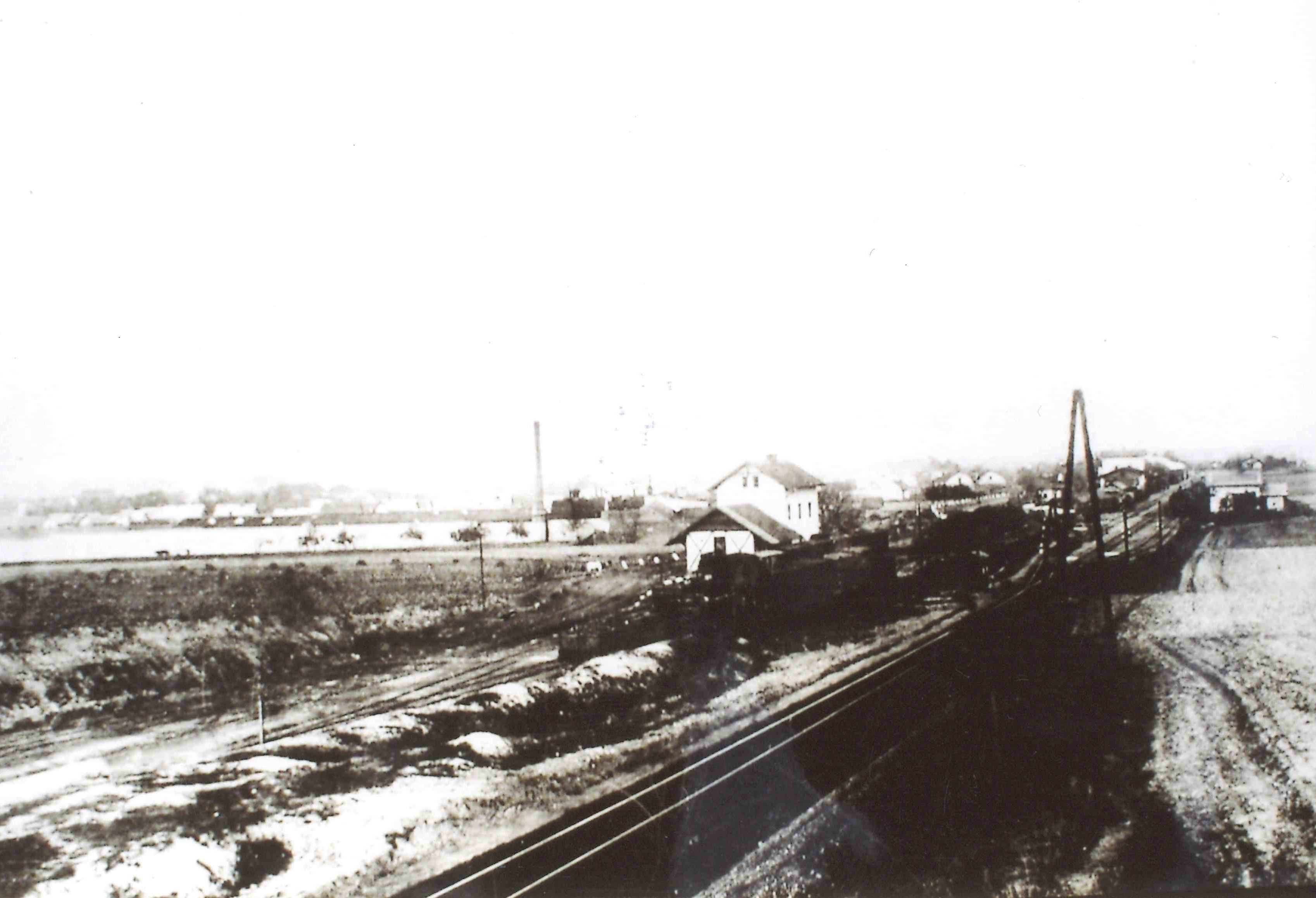
Pohled ze Šibeničního vrchu na obě nádraží v Čelákovicích. Za povšimnutí stojí ještě jednokolejná trať do Prahy v popředí

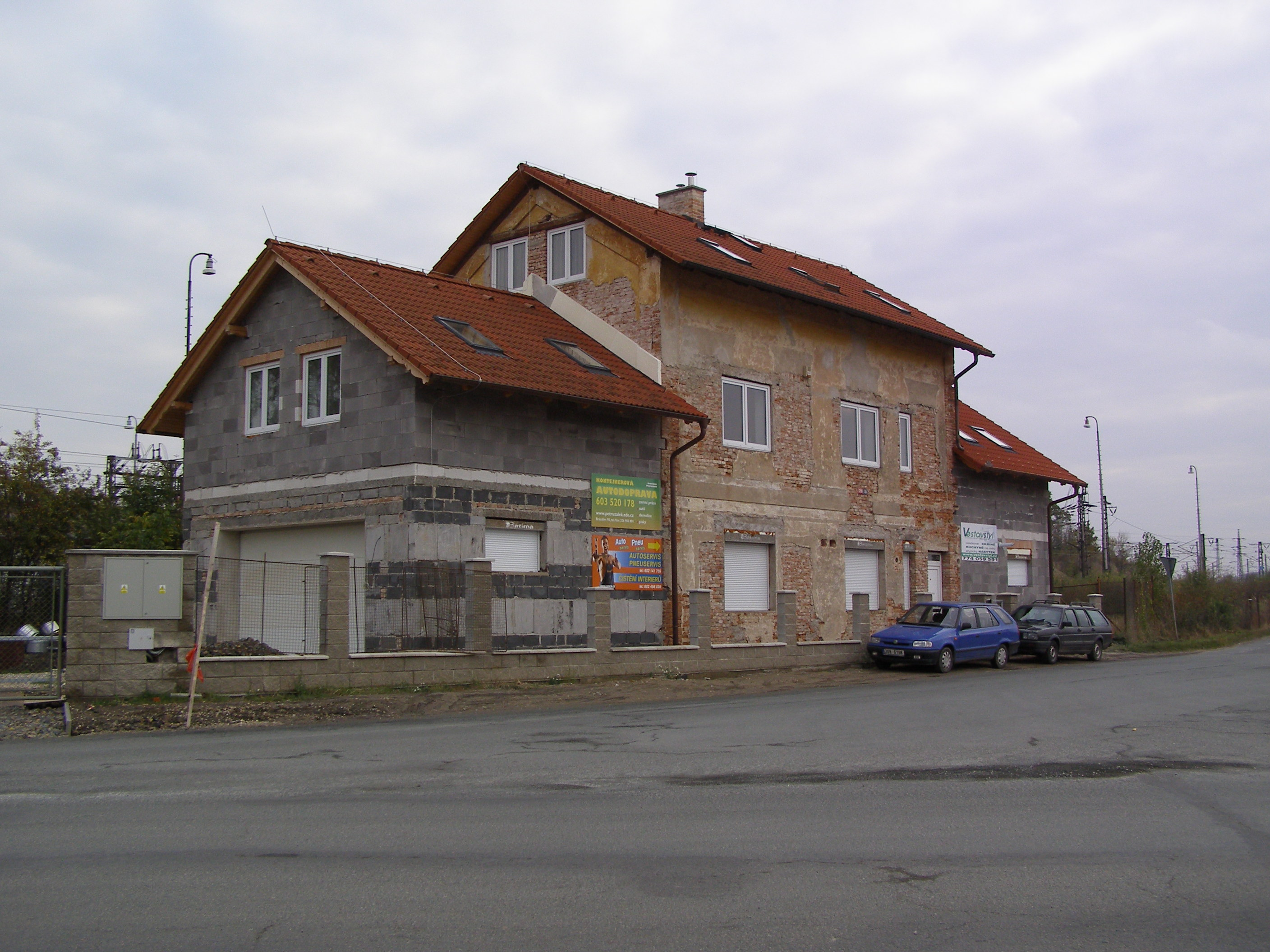
Budova bývalého nádraží místní dráhy do Brandýsa poblíž dnešní křižovatky silnic do Toušeně a do Nehvizd. Přístavby jsou z nedávné doby

Tato železniční stanice byla postavena v roce 1873 společností Rakouské severozápadní dráhy ÖNWB. Místní dráha si zde ale musela vybudovat vlastní nádraží s novou přijímací budovou, toto nádraží bylo spojeno se stanicí ÖNWB jedinou kolejí. Tato budova dodnes stojí vedle křižovatky silnic za městem, ale železnice už ji nevyužívá. Spojovací kolej vedla z druhé strany dodnes sloužící staniční budovy ÖNWB, než bylo kolejiště hlavní trati, tak, aby se dalo bez úvrati projíždět ve směru od Nymburka. Důvod byl původně v tom, aby vlaky mohly jezdit přímo z Vídně do Brandýsa, jelikož trasa bývalé ÖNWB tvořila s Vídní nejkratší spojnici. Později když už nebyla budova místního nádraží využívána, bylo na této koleji zřízeno zvláštní nástupiště. Dnes vlaky vyjíždějí z druhé nebo třetí koleje od staniční budovy společné pro všechny tratě.
Ze stanice Čelákovice vychází trať souběžně s vlečkovou kolejí, která vede do areálu bývalého podniku TOS. Tato kolej se odpojuje od traťové několik set metrů před zastávkou Čelákovice zastávka, klesá v pravotočivém oblouku a podchází silnici, za kterou vchází do vrat průmyslové zóny. Zde se nachází poměrně rozsáhlé kolejiště vlečky. Vlečka sloužila především pro dovoz uhlí a šrotu, ale odvážely se odtud i vozy s výrobky (obráběcí stroje). Předchůdkyně národního podniku TOS byla firma Josef Volman, která si nechala připravit první návrh vlečky v roce 1942. Realizace se dočkala v roce 1946, kdy vlečka odbočovala výhybkou na širé trati. V roce 1961 byl vlečkový areál modernizován a byla vystavěna i nová vlečková kolej, vycházející přímo z Čelákovic, vedoucí souběžně s brandýskou tratí. V tomto roce byla také dodána malá motorová lokomotiva dnešní řady 701, byla deponována v remíze, ve které se nachází dodnes.

### Čelákovice zastávka

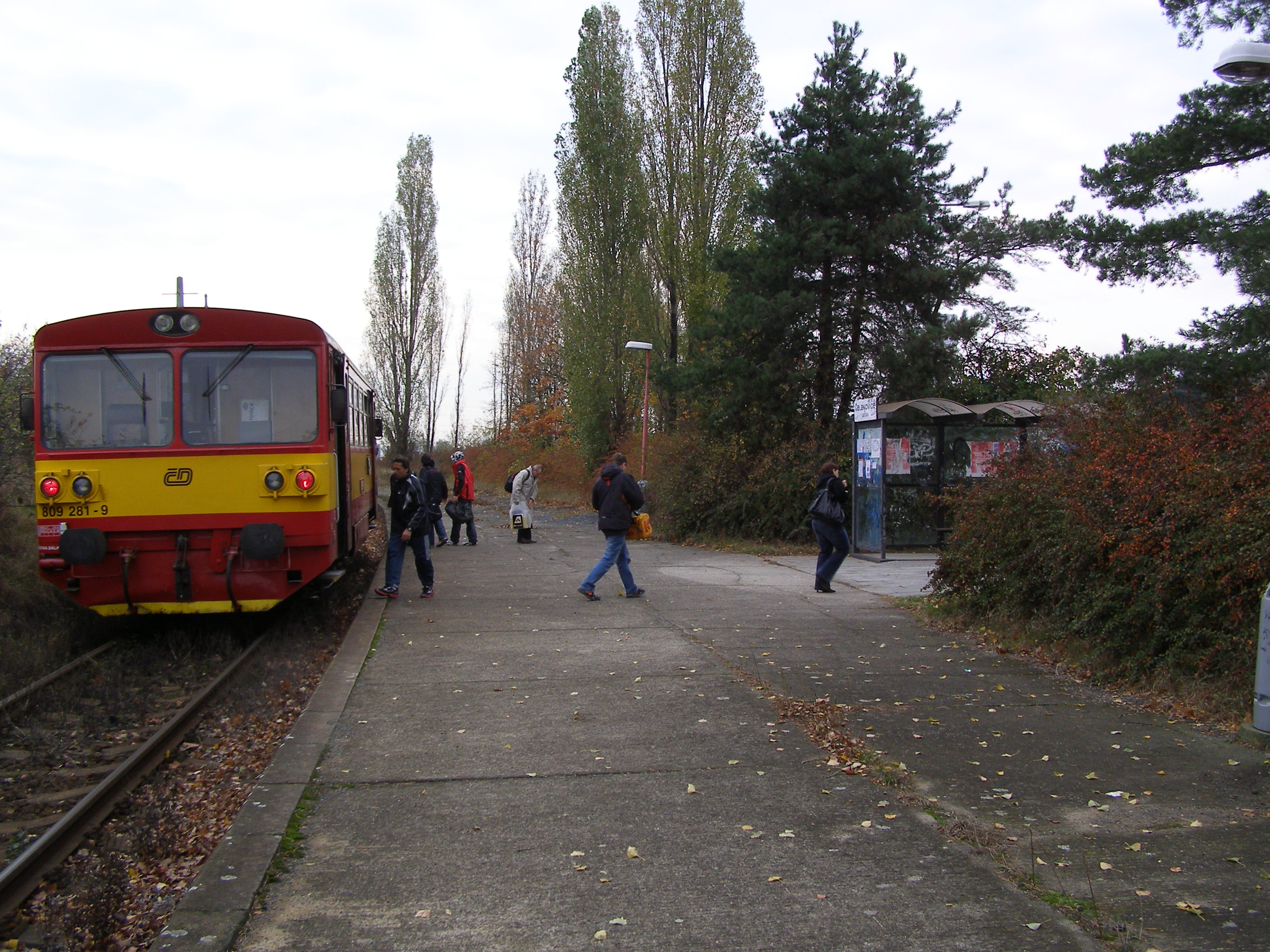
Čelákovice zastávka s osobním vlakem do Brandýsa v roce 2009

Nedávno zmodernizovaný společný objekt vlakové i autobusové zastávky poblíž sídliště V Prokopě. Tato zastávka je poměrně silně frekventovaná, protože ji využívají lidé dojíždějící do Prahy, jelikož toto sídliště je značně vzdálené od stanice na hlavní trati.

### Lázně Toušeň

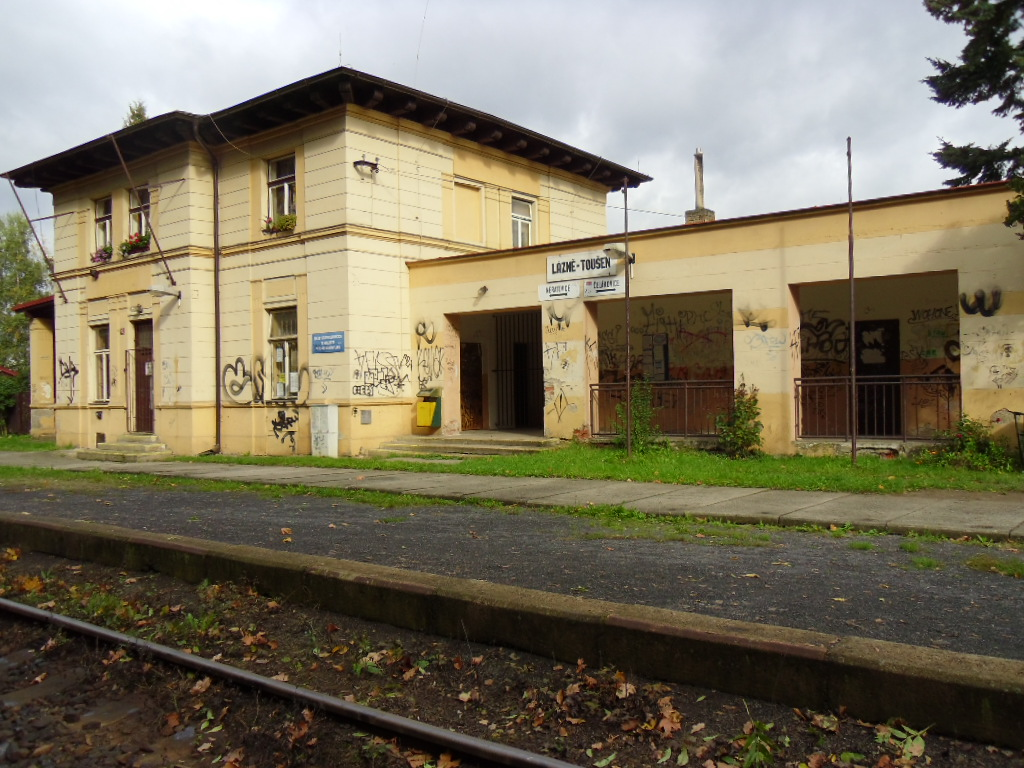
Nádraží v Toušeni, podoba k roku 2012

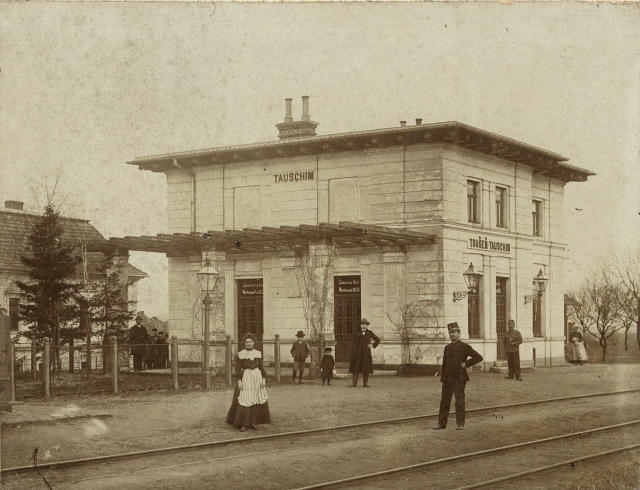
Nádraží v Toušeni před 1. světovou válkou

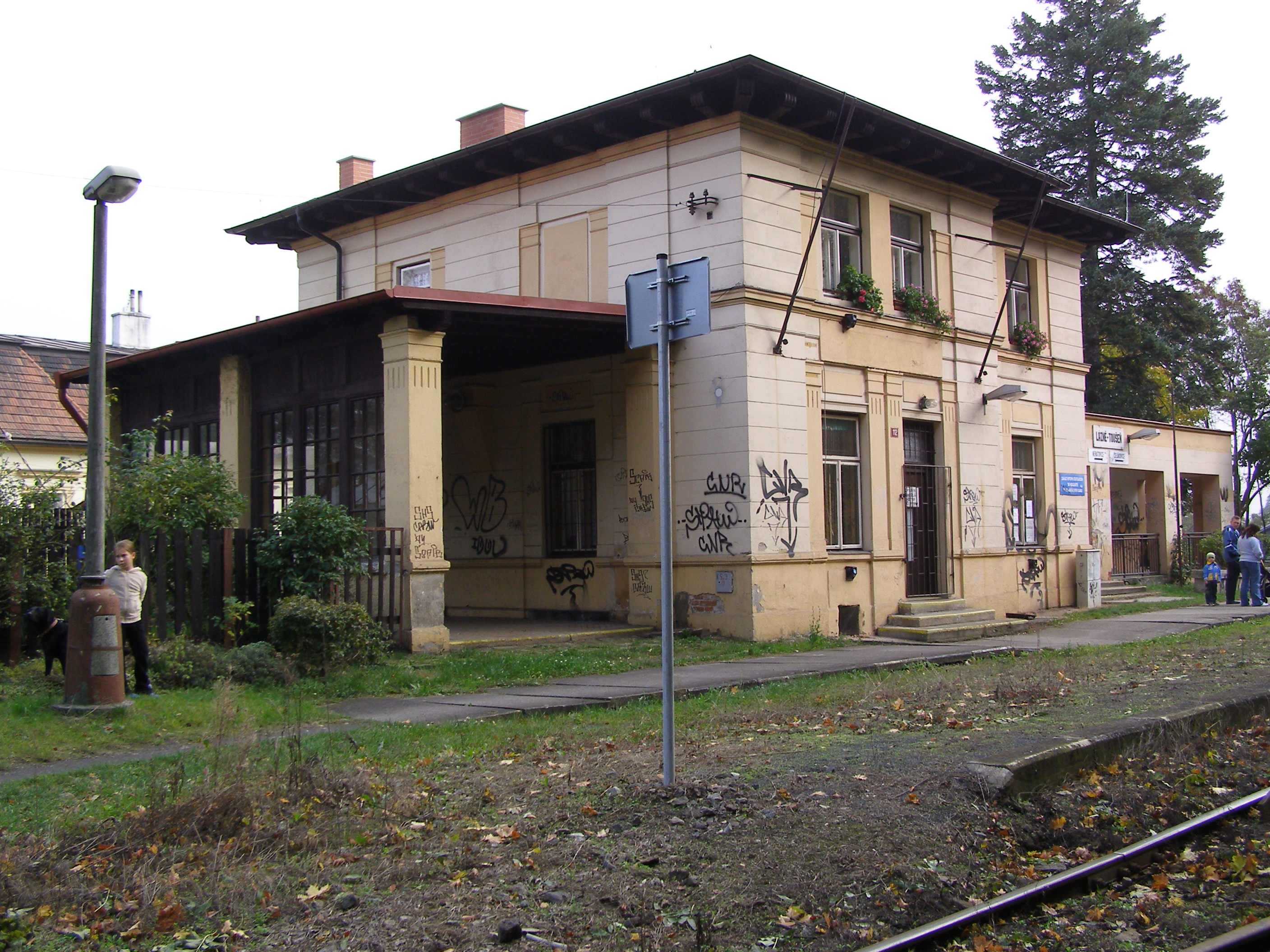
Nádraží v Toušeni v roce 2009

Malebné nádražíčko, ze kterého odbočuje vlečka do bývalého cukrovaru v Toušeni a bývalého betonářského podniku Prefa a labského přístavu. Ve stanici byly celkem 3 koleje, manipulační kolej nejblíže ke staniční budově již byla snesena. Dále je zde kusá kolej. Za staniční budovou se nachází domek výhybkáře. Stanice byla ještě v 90. letech obsluhována výpravčím a výhybkářem. Později zde byla pouze pokladní, dnes je tato stanice bez obsluhy. V budově jsou však byty, proto příliš nechátrá. Stanice byla krytá vjezdovými návěstidly, odjezdová zde nebyla. Tato nečinná světelná návěstidla stála na trati ještě dlouho po degradaci na nz.

### Brandýs nad Labem zastávka

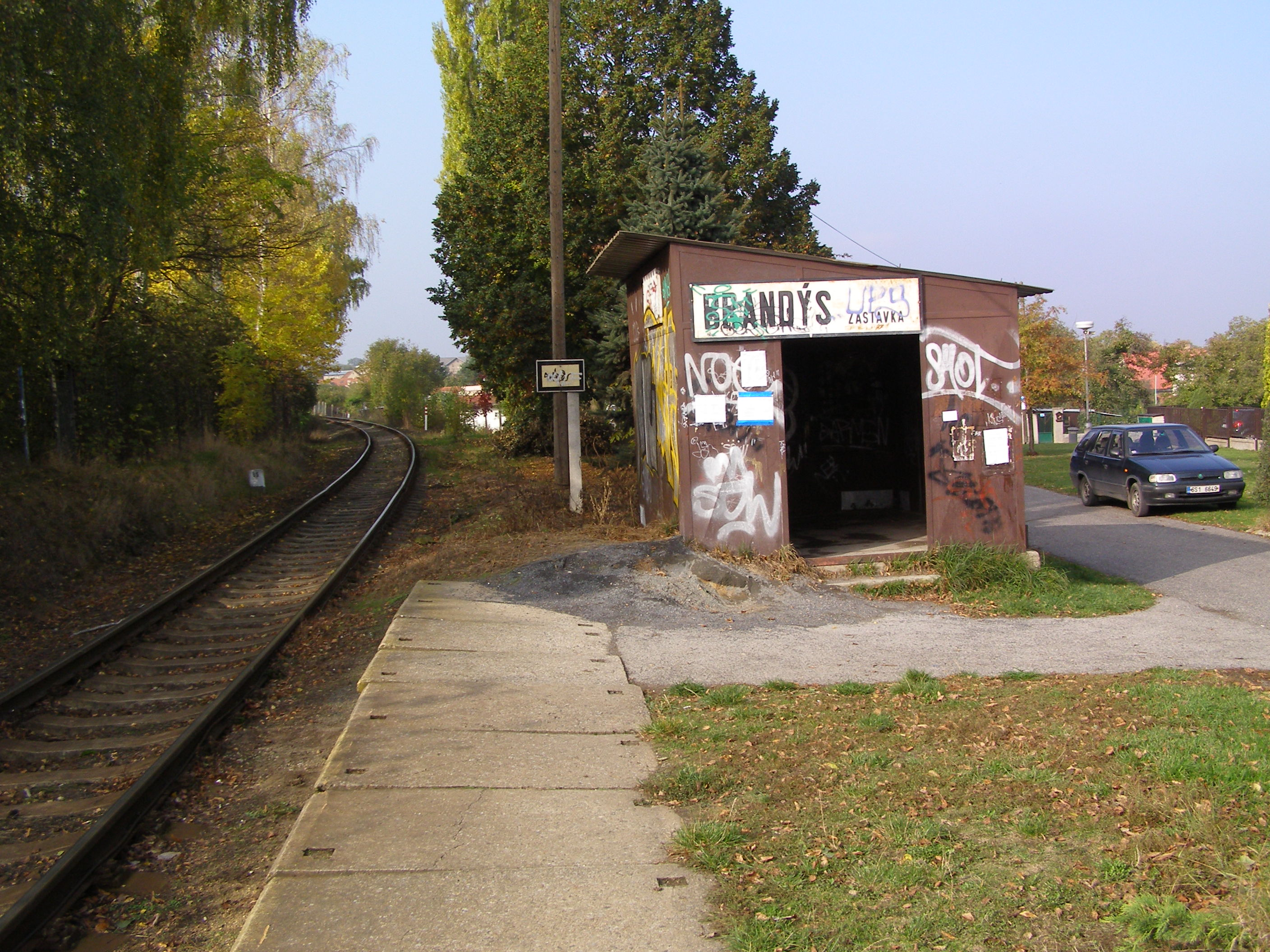
Brandýs nad Labem zastávka

Otevřena 1. prosince 1933.

### Brandýs nad Labem – staré nádraží, Brandýs nad Labem-Zápská

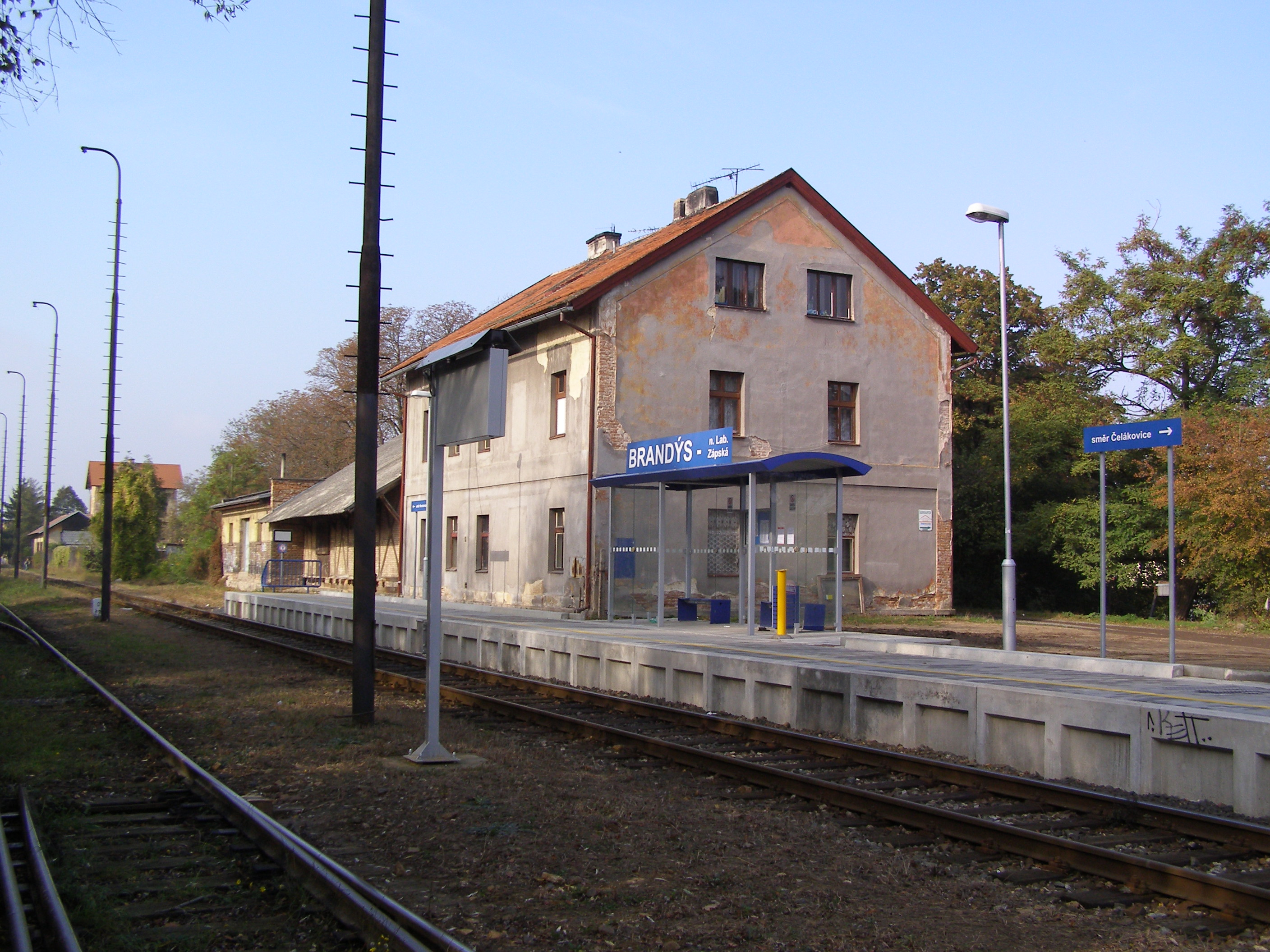
Zastávka Brandýs nad Labem-Zápská v roce 2009. V popředí nástupiště nové zastávky s elektronickým ukazatelem odjezdů vlaků, vzadu je objekt původní stanice z roku 1883, za ní skladiště a úplně vzadu topírna pro jednu lokomotivu

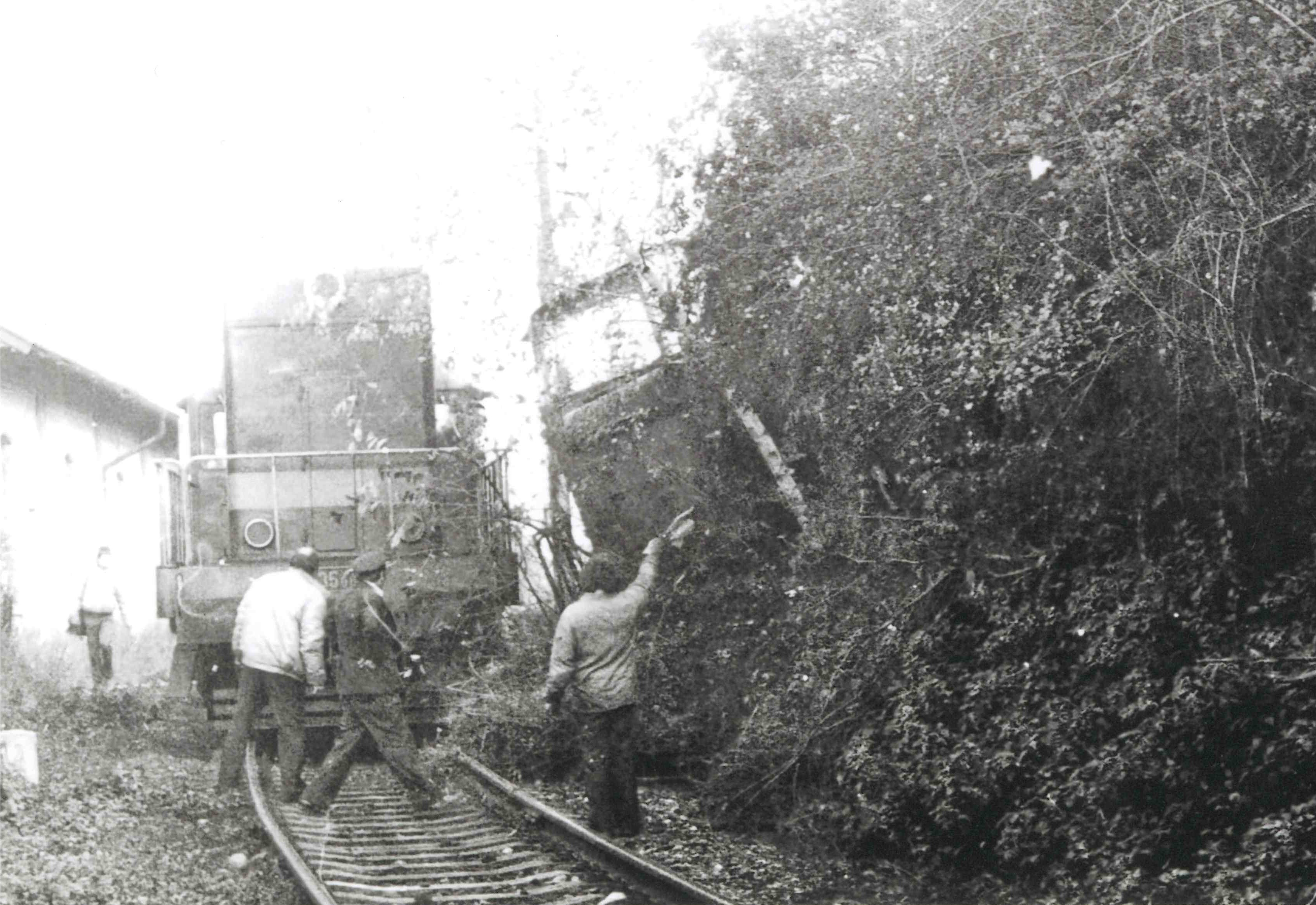
Nehoda v již nákladovém nádraží v 80. letech. Vlevo lokomotiva pozdější řady 720 patřící ČSD, vpravo stroj 710 v majetku BSS

V prostoru dnešní zastávky Brandýs nad Labem-Zápská byla původní koncová stanice místní dráhy z Čelákovic. Ve stanici se nacházely dvě topírny pro lokomotivy, které se dodnes zachovaly. Jedna, pro jednu lokomotivu, dnes stojí vedle kolejiště a je v ní truhlárna, druhá, pro dvě lokomotivy stojí v zahradě za dnešním hostincem. Jako bytový dům dnes slouží bývalá budova stanice, ke které je připojen objekt skladiště s již odříznutou dřevěnou rampou. Z průjezdní koleje zde odbočují dvě kusé koleje, ze kterých se úvratí vyjíždí na vlečku do Brandýských strojíren, nebo další úvratí na další krátkou vlečku podniku Zukov.
Původní vlečka do strojíren BSS (dříve Melicharova továrna) vedla opačným směrem než dnes – vjíždělo se na ní přímo ze směru od Čelákovic, za stanicí se trať otáčela ostrým obloukem přes ulici a vcházela z druhé strany do vrat podniku. Až v 60. letech byla postavena vlečka nová, která podnik obcházela z opačné strany. Trasa původní vlečky je dnes už téměř neznatelná.
V roce 2009 zde opět začaly zastavovat vlaky v nově zřízené zastávce.

### Brandýs nad Labem

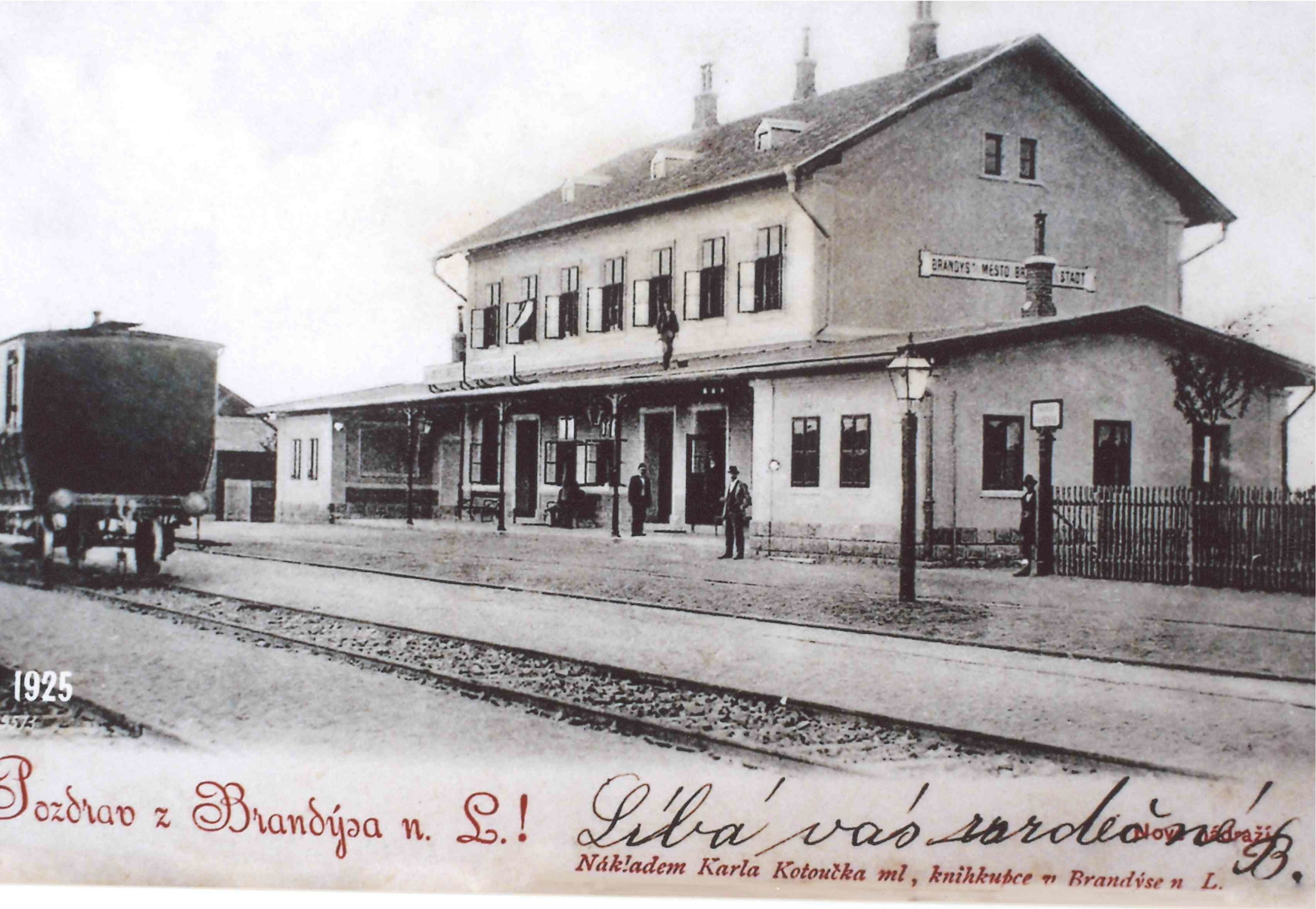
Železniční stanice v Brandýse na pohlednici z roku 1925. Zajímavý je osobní vůz vlevo s ještě samostatnými vstupy do jednotlivých kupé a dlouhými stupátky na boku, kudy procházel průvodčí

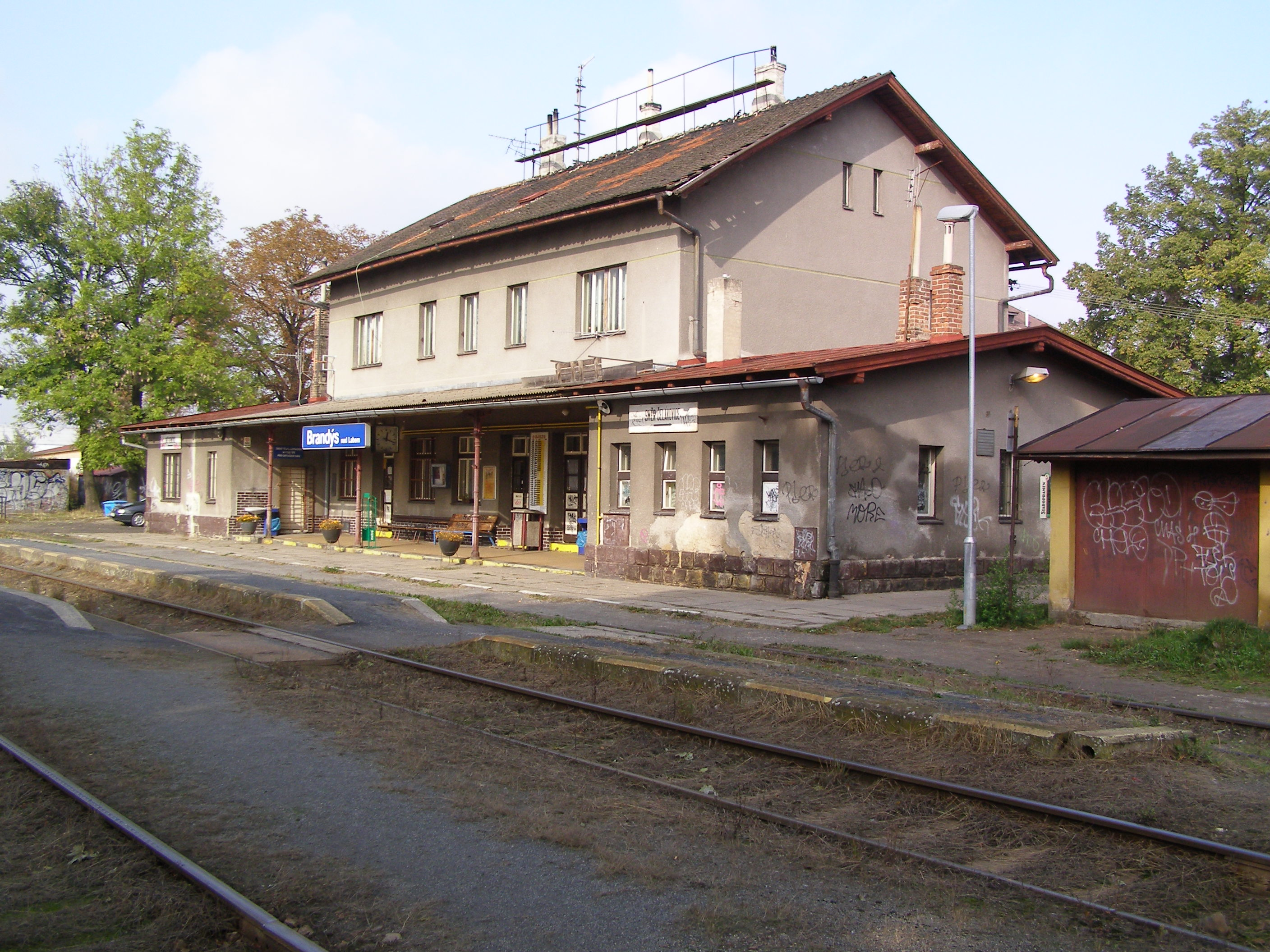
Budova stanice v roce 2009

Stanice původně nesla označení Brandýs nad Labem město. Ve stanici jsou 4 koleje, z toho jedna manipulační, na kterou jsou k rampě přistavovány vozy k vykládce. Stanice je obsluhována výpravčím a výhybkářem. Stanice je vybavena vjezdovými i odjezdovými návěstidly. Dochází zde ke křižování protijedoucích vlaků. Dříve zde byla napojena vlečka ZZN (asi do r. 2003).
Donedávna se zde nacházelo o kolej více, původně k uhelné skládce depa, kde se nacházely vraky lokomotiv a vozů z výtopny Zdice. Stanice měla také výtažnou kolej z dopravní koleje č. 5, krytou stožárovým seřazovacím návěstidlem. I ta již vzala za své.
Zajímavé je, že tato stanice fungovala v 90. letech jako domovská stanice vlakových čet, kam byli přiděleni průvodčí vlaků v širokém okolí včetně hlavních tratí.

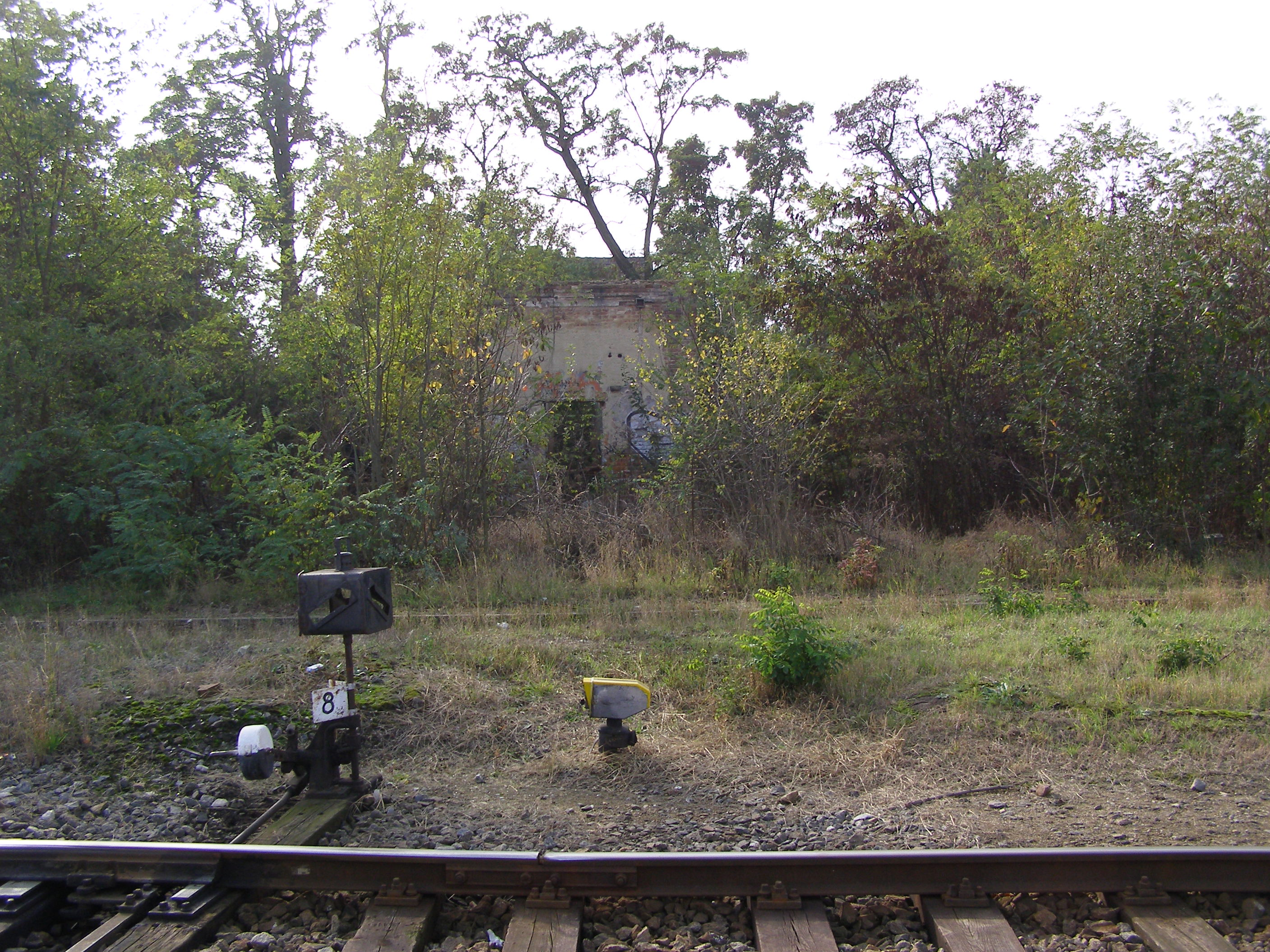
Ruiny objektů strojové stanice v roce 2009. Vlastní budova topírny zde stála ještě v devadesátých letech, ta později vzala za své, kolejiště tu však ještě zbylo zcela zarostlé náletovou zelení

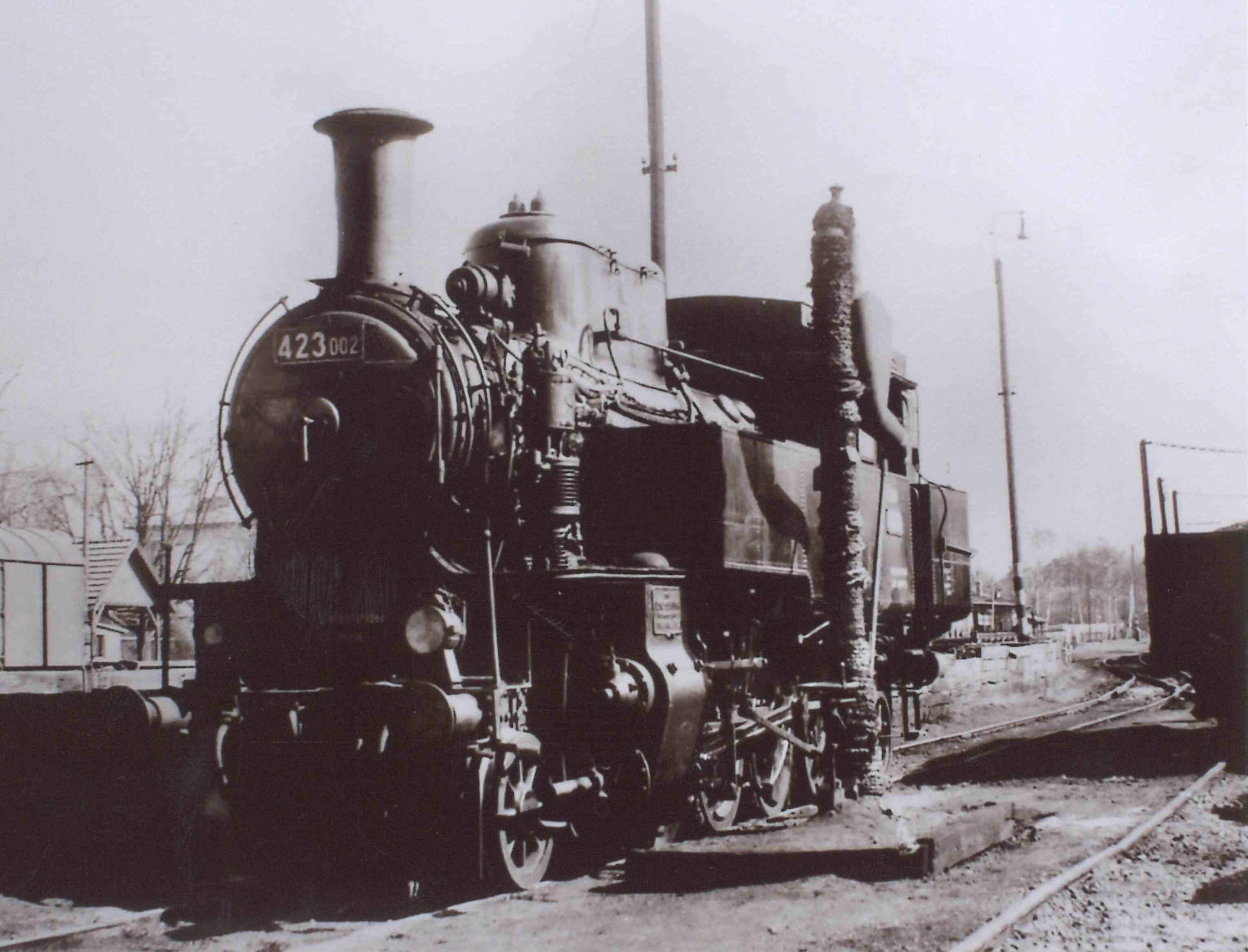
Lokomotiva 423.002 zbrojící vodu v obvodu strojové stanice Brandýs nad Labem

Za stanicí jsou ruiny areálu bývalé výtopny s kolejištěm, která již od devadesátých let nefunguje ani formálně. Funkci zázemí pro lokomotivní a vlakové čety zde po zrušení nocležen plní boční trakt výpravní budovy. Topírna měla stání pro dvě lokomotivy, později tu byla i nádrž na benzín pro motorové vozy. Na straně protilehlé od staniční budovy jsou zmíněné nefucnkční nocležny. Před stanicí se nachází autobusové nádraží, odkud vyjíždí řada autobusových linek včetně městské hromadné dopravy spojující Brandýské nádraží s nádražím ve Staré Boleslavi. K vybavení stanice patří i bistro.
Stará Boleslav má i své vlastní nádraží na trati 072.
vlečka
Uprostřed polí, v kilometru 3,2, odbočovala z trati vlečka do zemědělského objektu na okraji Brandýsa. Ve služebních jízdních řádech se uváděla jako nákladiště Popovice nad Labem. Koleje této vlečky jsou sneseny v celé délce a těleso vlečky je z větší části zarostlé křovím.
Existenci vlečky prozrazují netknuté betonové pražce v místě odstraněné výhybky, na tomto místě stojí ještě železný stožár typické železniční lampy. Na konečné vlečky v areálu dnešní firmy Office Pro je zarážedlo s deskovým návěstidlem konce trati. V areálu firmy stojí též stožár další lampy.

### Polerady nad Labem

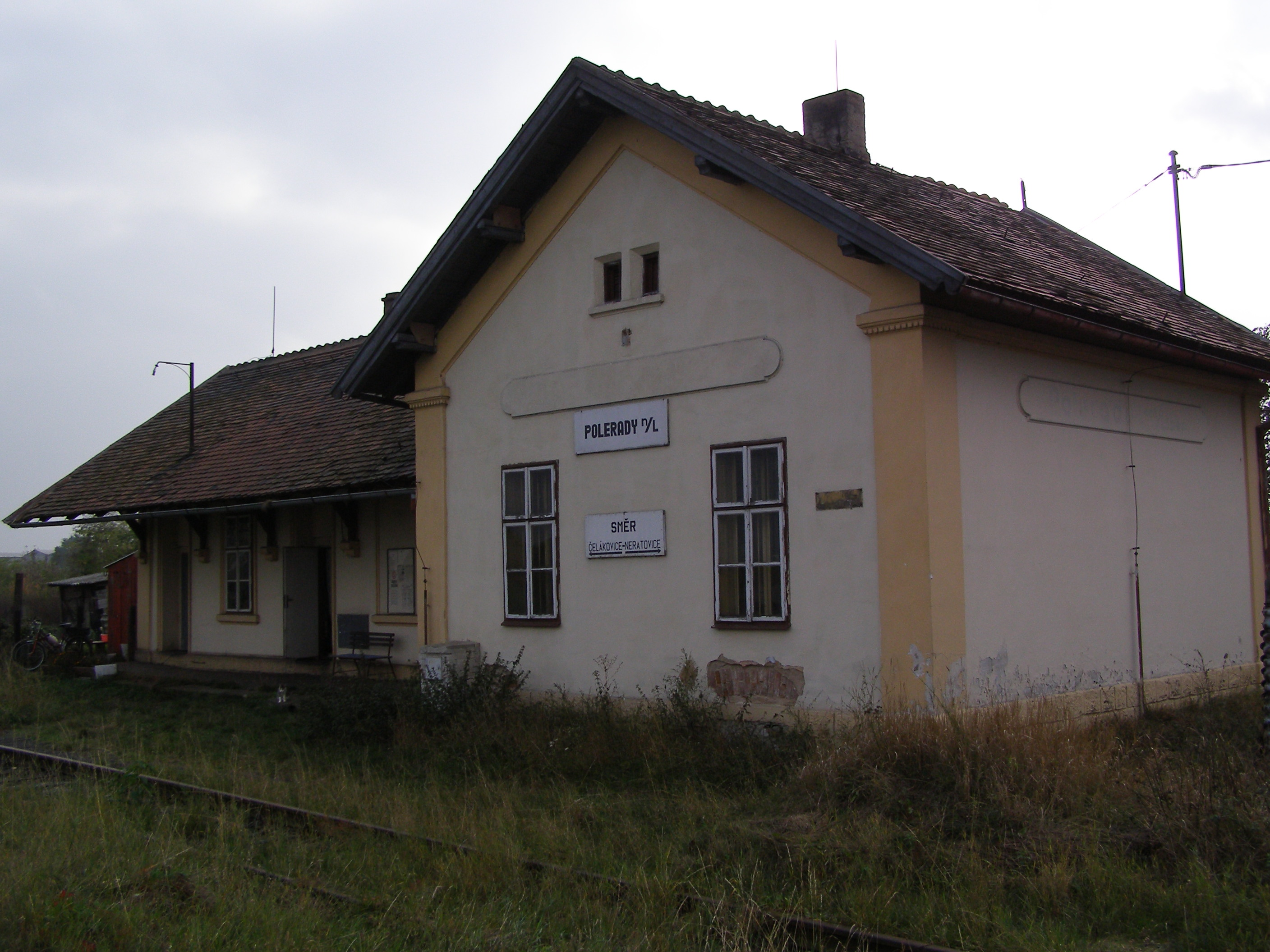
Budova zastávky s nákladištěm, dodnes slouží jako byt

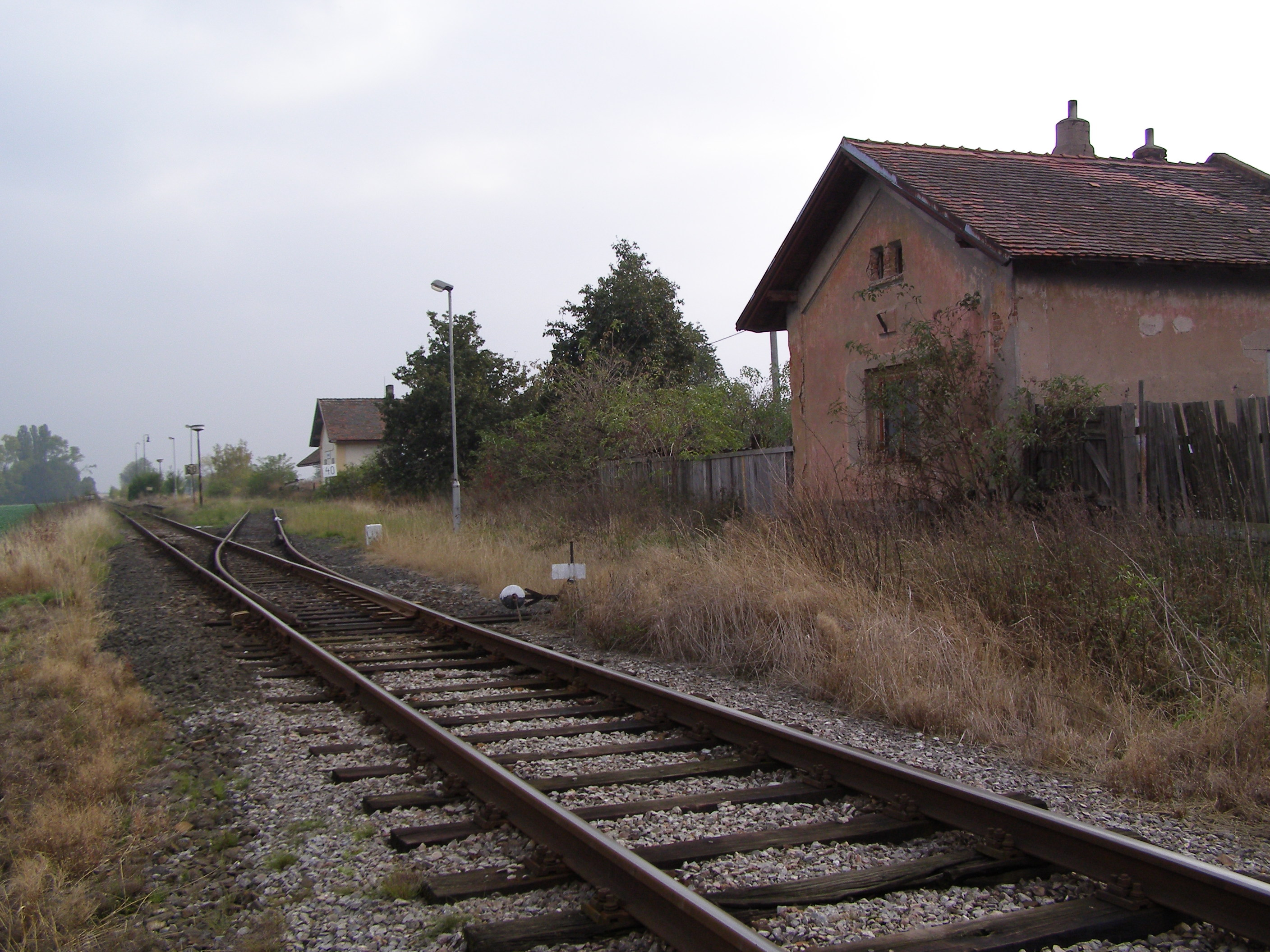
Pohled na celý areál nákladiště, v popředí opuštěný domek drážního zaměstnance. Vzadu je vidět výhybka odbočující vlečky

Neobsazená zastávka a bývalé nákladiště, odkud vychází vlečka do skladového areálu bývalé firmy Polora, později sklad bílé techniky Gorenje. Kromě docela zachovalé budovy zastávky s funkční čekárnou, je zde též opuštěný domek pro zaměstnance dráhy. Odbočující vlečka jeví známky nedávného užívání.

### Kostelec nad Labem

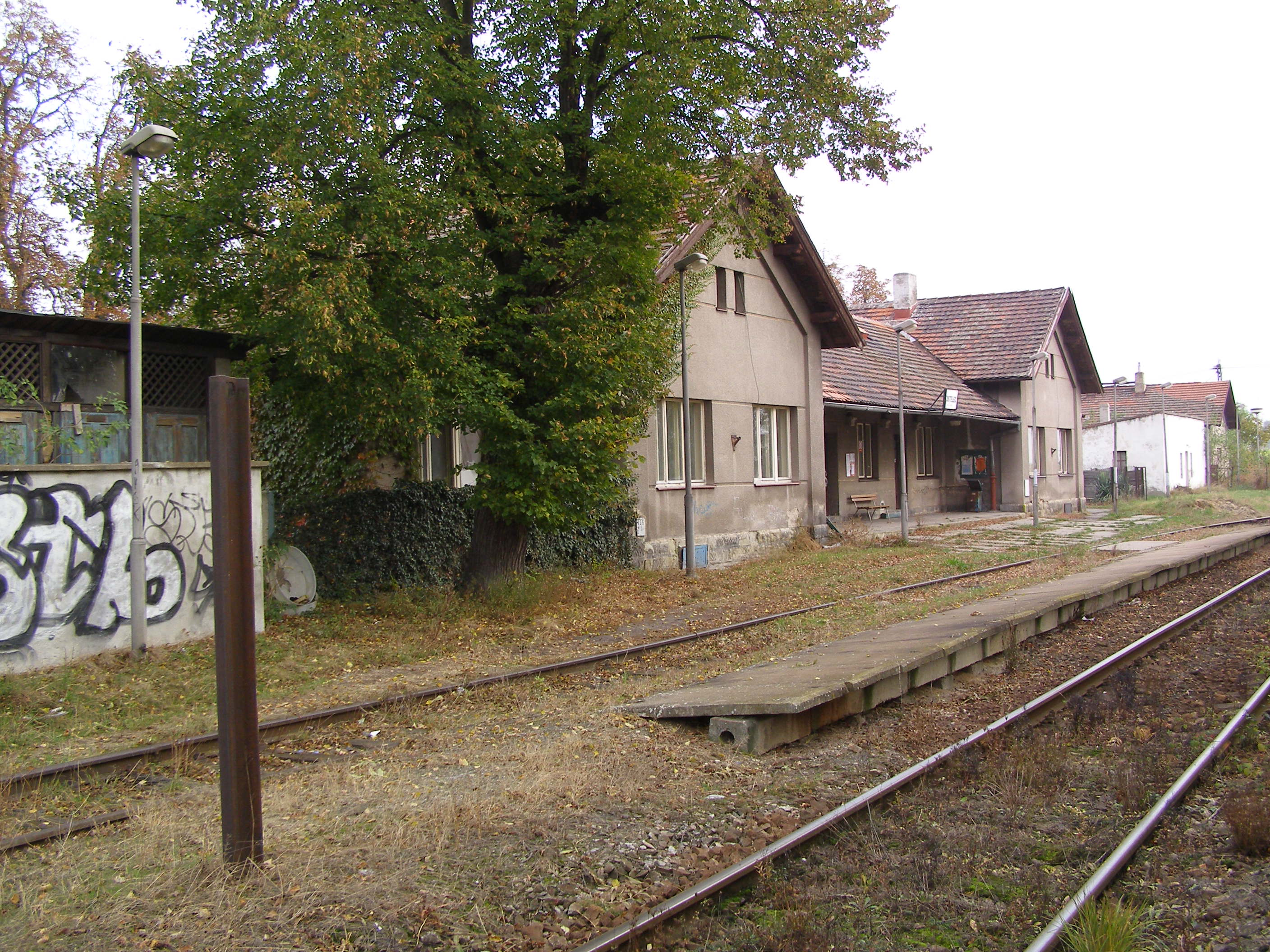
Stav budovy v roce 2009 kdy už je bez obsluhy

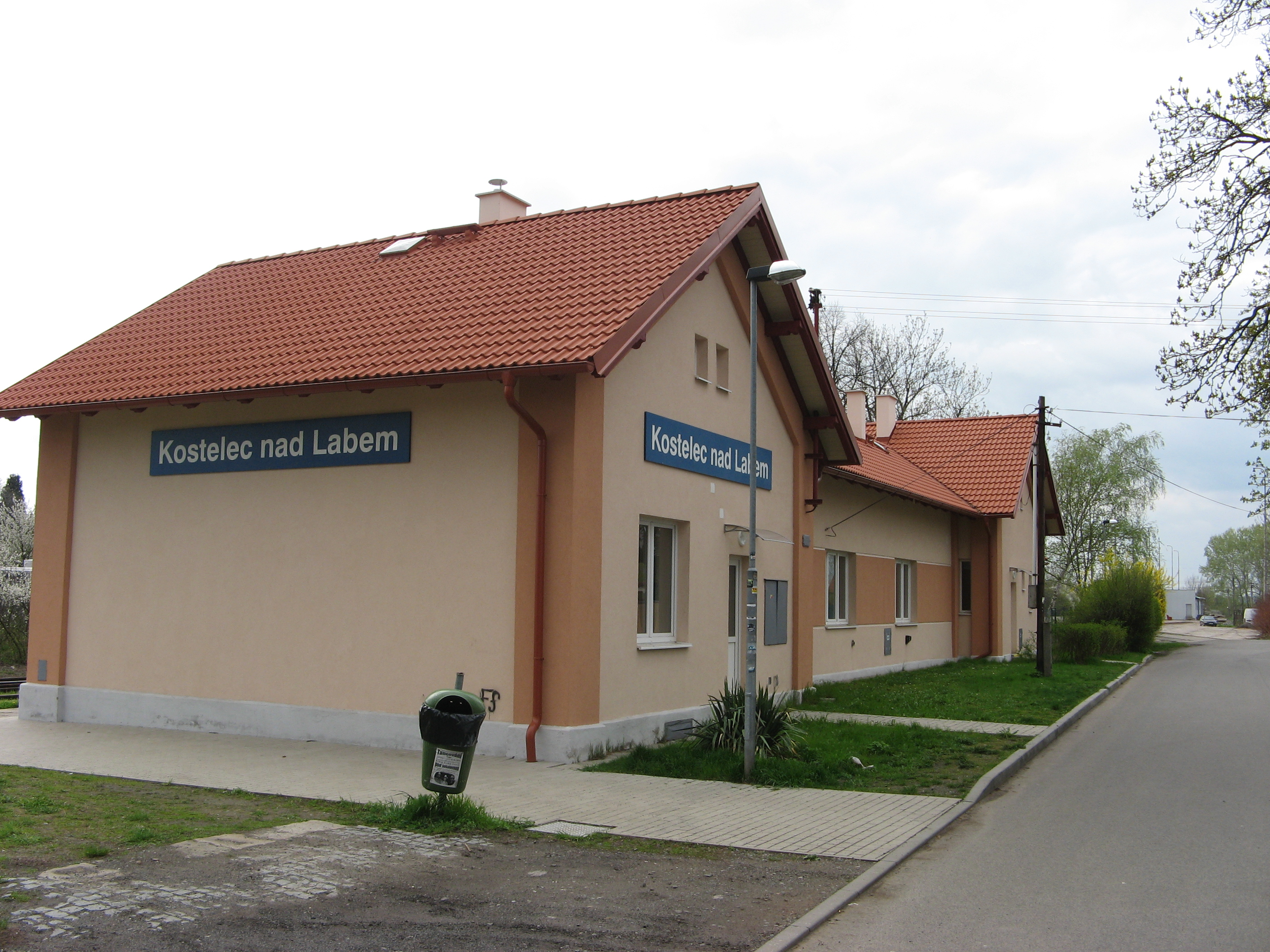
Budova železniční stanice Kostelec nad Labem po rekonstrukci

Dnes neobsazená zastávka s nákladištěm. Do roku 2008 se zde ještě prodávaly jízdenky. Dříve měla status železniční stanice a byl tu i přednosta stanice. Nádraží má 3 koleje a prostornou rampu pro nakládku a vykládku z vagónů. V roce 2015 došlo k rekonstrukci staniční budovy včetně nové střechy, ta ale kvůli neobsazení zastávky může stále chátrat.

#### Zajímavosti v okolí
Silniční most

### Jiřice

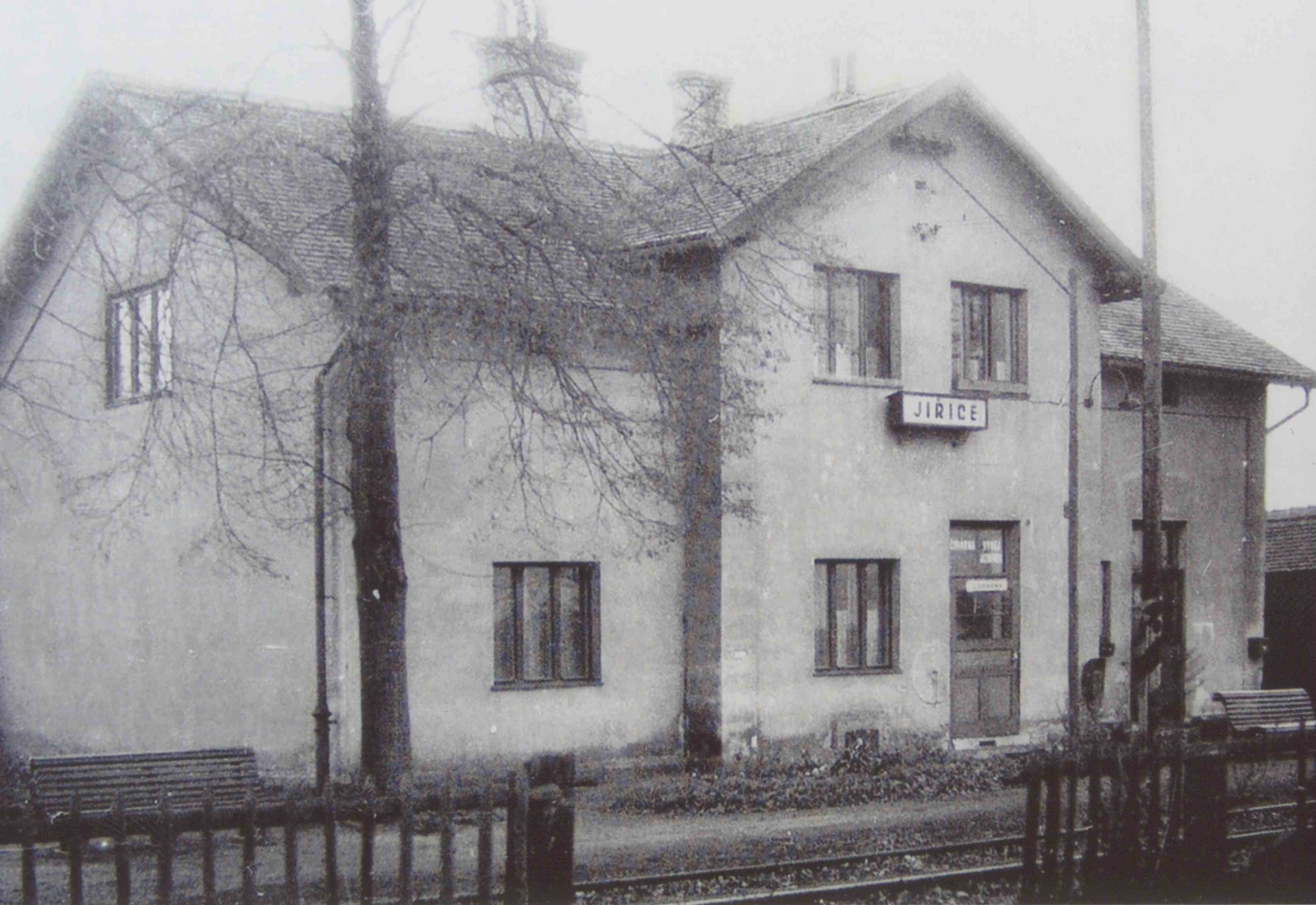
Objekt stanice Jiřice v 80. letech

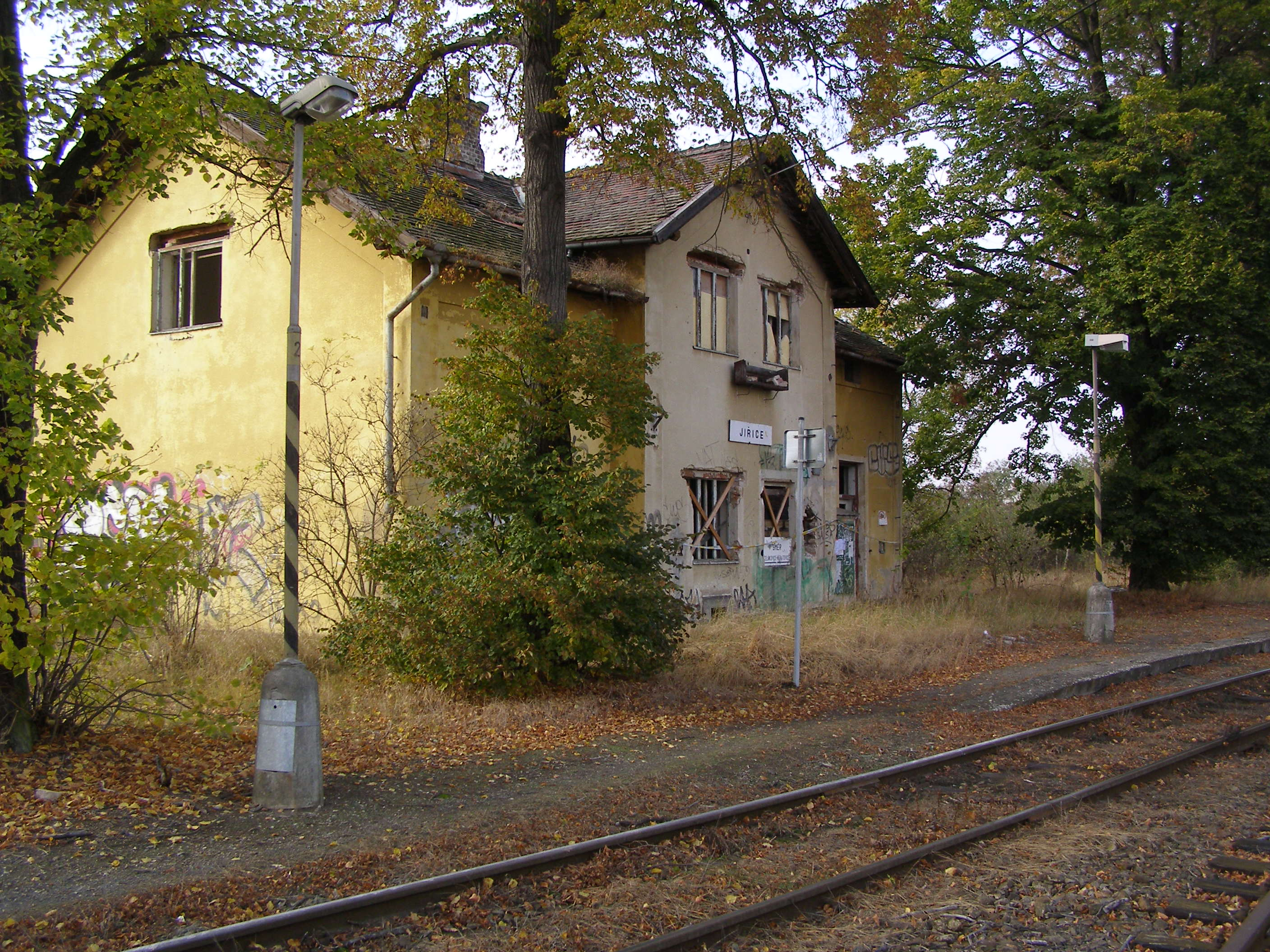
Budova stanice v roce 2009. V popředí traťová kolej, v rohu je vidět odbočující kolej vlečky

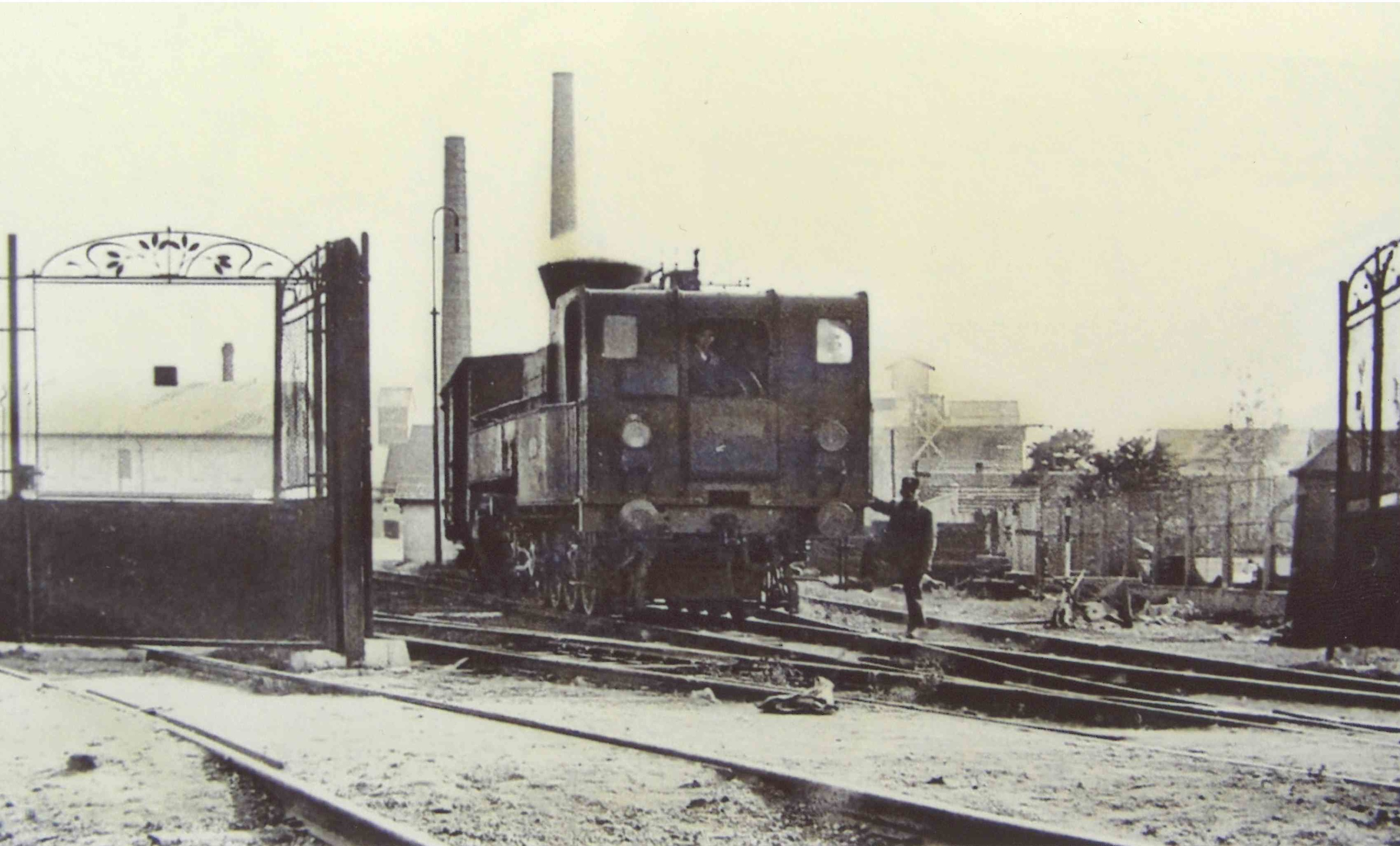
Vjezd do areálu cukrovaru v Kostelci nad Labem s posunující parní lokomotivou

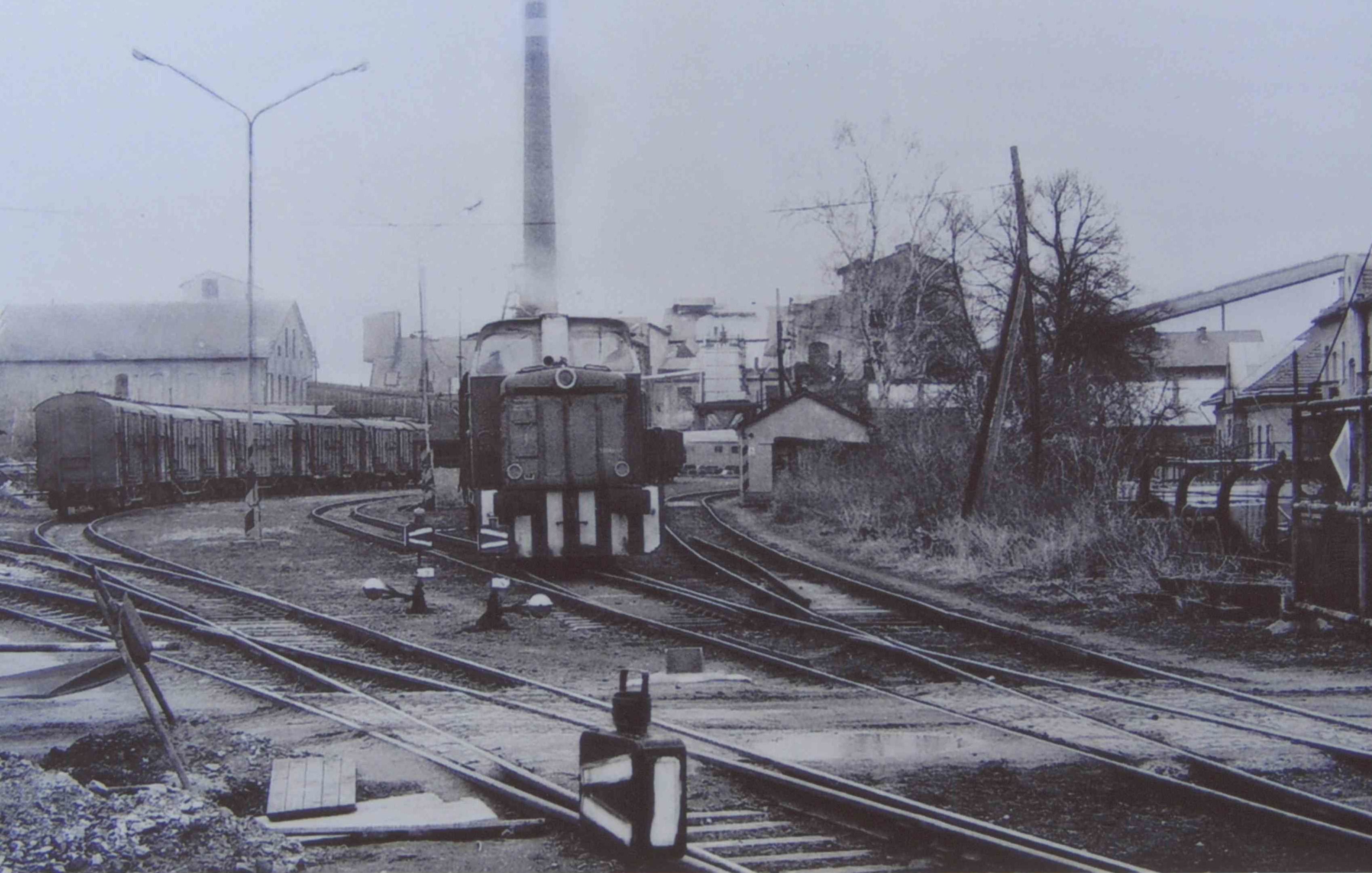
Kolejiště cukrovaru se strojem pozdější řady 710

Dříve stanice, dnes už jen neobsazená zastávka. Odbočovala zde již z větší části snesená vlečka do cukrovaru v Kostelci, který je od roku 1993 mimo provoz, čímž stanice zcela ztratila význam. Do roku 1997 zde ještě byla obsazena funkce výpravčího a v roce 1999 bylo celé kolejiště stanice vytrháno, čímž se z ní stala pouhá zastávka a budova je zcela zdevastovaná. Budova byla netypicky umístěná na konci kolejiště až za brandýským zhlavím, za kterém až se nacházela (a dodnes nachází) výhybka vlečky, přičemž do oblouku odbočuje hlavní trať. Zastávka není ani příliš využívána cestujícími pro velkou odlehlost od obce. Budova stanice již (2016) neexistuje a je nahrazena pouze přístřeškem. Výhybka na neexistující vlečku s pár metry kusé koleje se tu stále, permanentně zamčená, nachází.
Vlečka cukrovaru s celkovou délkou 5,894 km (z Neratovic) byla v provozu pod názvem „Schleppbahn von der Station Neratovic der k.k. privat zur Zuckerfabrik D. Bloch bei Elbekostelec“ od 24. srpna 1880. Samotný cukrovar byl ale založen v roce 1871 jako akciová společnost. V roce 1877 během cukerní krize závod koupil David Bloch, během jehož vlastnictví byl cukrovar značně modernizován a rozšířen. Tato firma vlastnila podnik až do roku 1927. K cukrovaru později patřil i přístav na Labi, mlýn a kotelna. Za celou dobu jeho existence byla výroba zastavena v roce 1917 kvůli nedostatku uhlí a v letech 1927–1932 kvůli celkové modernizaci. Až do konce jeho existence to byl jeden z největších cukrovarů v Čechách. Výroba byla zcela zastavena v roce 1993, vlečka pak sloužila ještě několik let pro dopravu posypové soli. Dnes je těleso vlečky v téměř celé své délce sneseno. Na vlečce sloužily lokomotivy přímo ve vlastnictví podniku, kromě parních lokomotiv to později byl stroj pozdější řady 710, ale i rumunský stroj LDH 45. Lokomotivy jsou dnes již sešrotované. Jedna zachovalá parní lokomotiva dnes stojí jako památník v Nymburce.

### Lobkovice

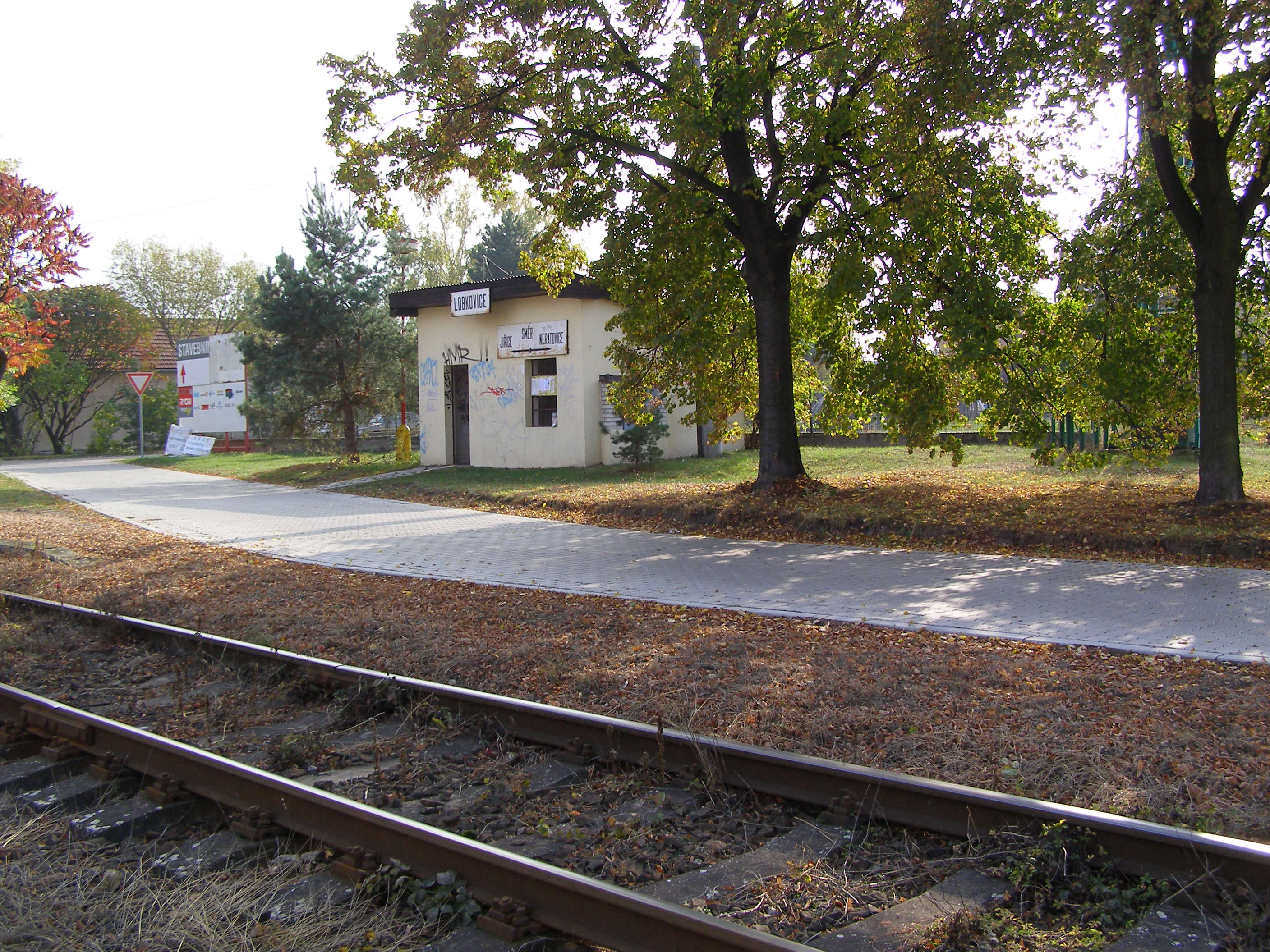
Stav zastávky v roce 2009

Neobsazená zastávka

### Neratovice město

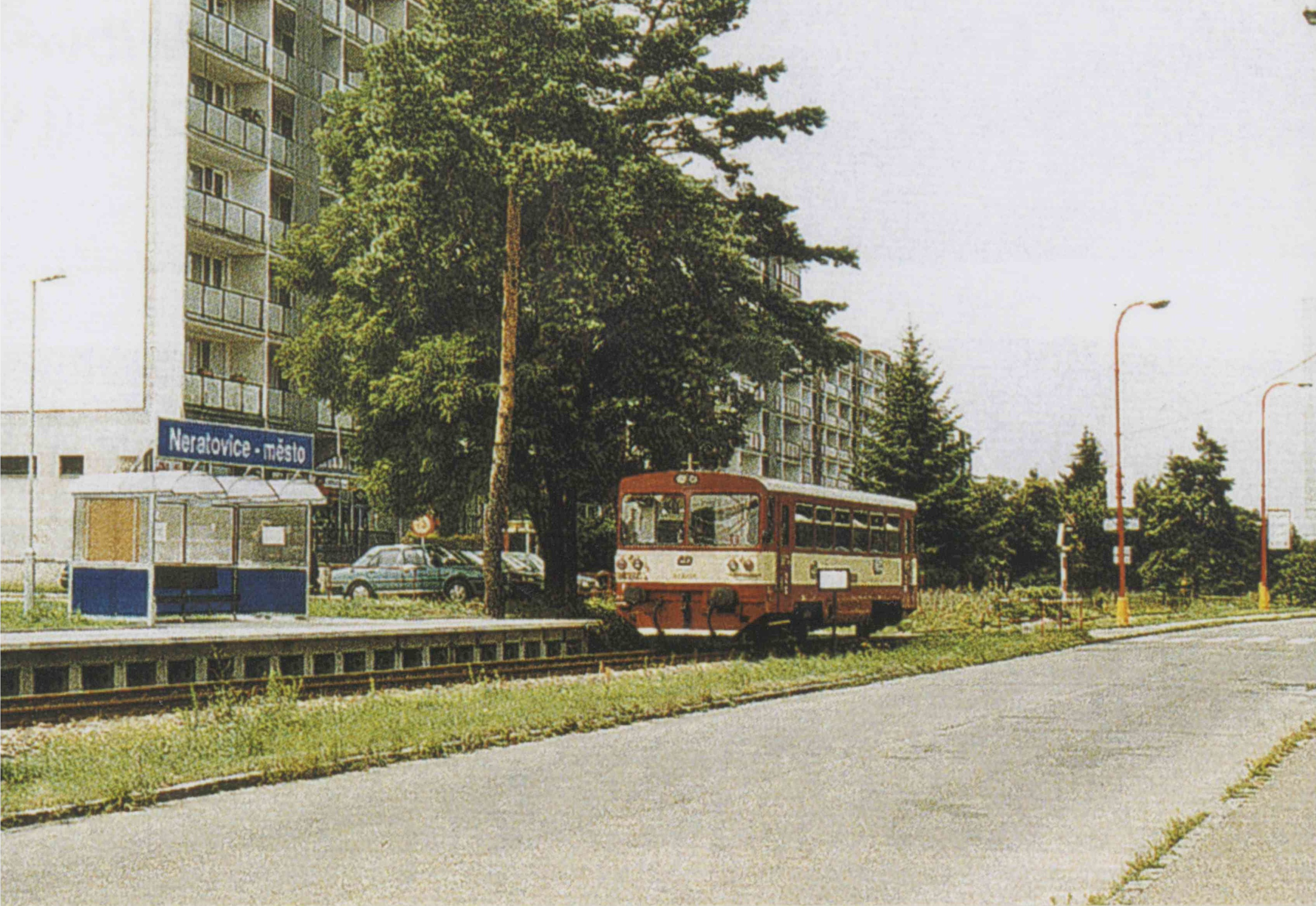
Motorový vlak do Brandýsa v zastávce Neratovice město krátce po jejím otevření v roce 2001

Zastávka byla otevřená koncem července 2001 v centru města. Zvláštností na české železniční síti je umístění zastávky ve východní části hlavního neratovického náměstí: na náměstí Republiky. V těchto místech bývalo od počátku provozu ještě na vlečné dráze až do počátku šedesátých let dvoukolejné nákladiště s rampou.
Po zprovoznění této zastávky nastaly v Neratovicích dopravní komplikace. Strojvedoucí vlaků na této trati prodávají nastupujícím cestujícím jízdenky, v důsledku čehož byl po zastavení každého vlaku nadměrně dlouho blokován železniční přejezd na frekventované silnici a kolony aut často dosahovaly až na náměstí. Po dohodě mezi městem Neratovice, kterému tento stav vadil, ČD (České dráhy) a SŽDC (Správa železniční dopravní cesty) bylo roku 2006 rekonstruováno přejezdové zabezpečovací zařízení; nově si ho spouští strojvedoucí sám těsně před odjezdem ze zastávky směrem na Čelákovice, což je další zvláštností na české železniční síti.

### Neratovice

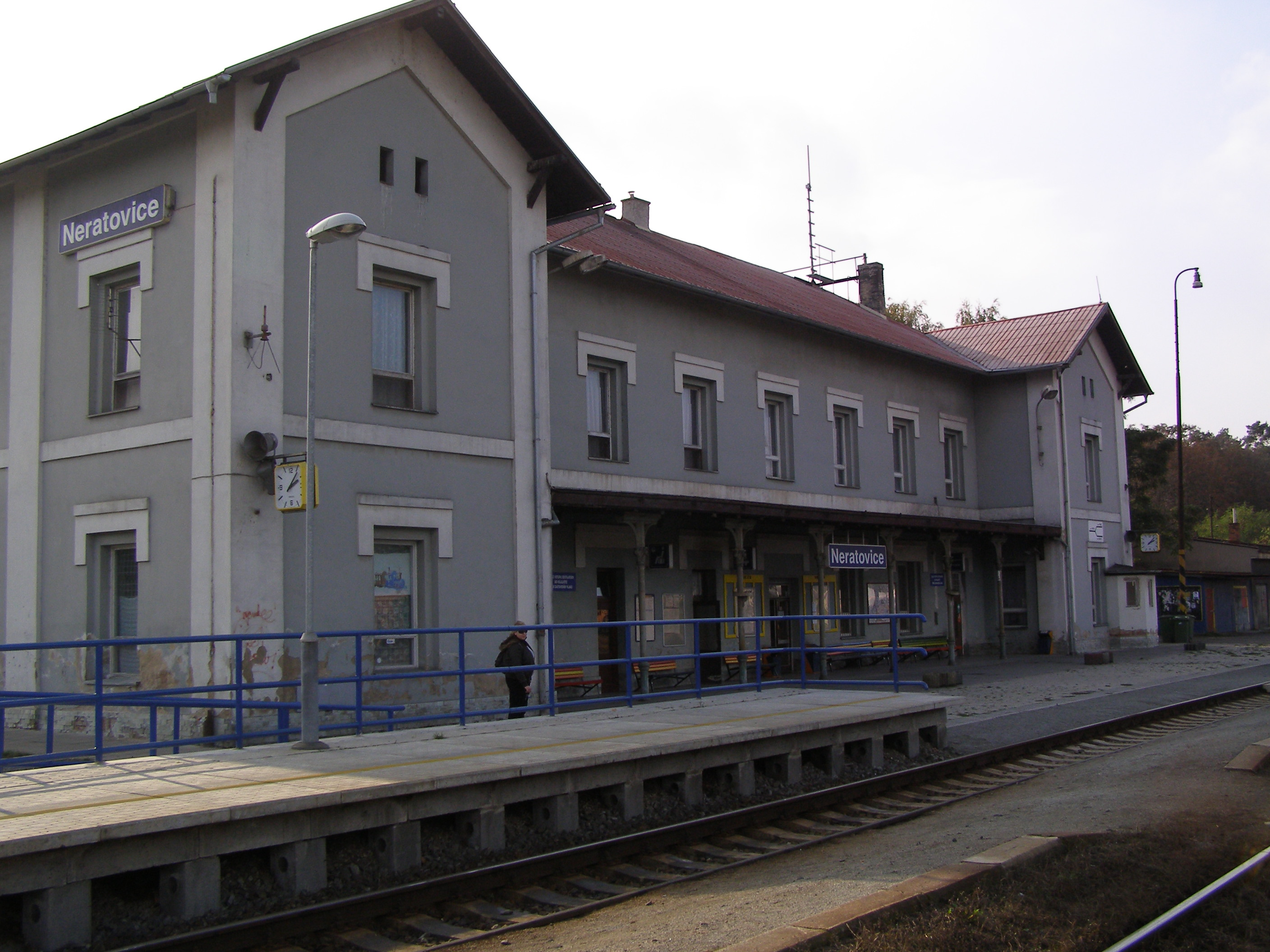
Stanice Neratovice v roce 2009, v popředí nástupiště pro vlaky do Brandýsa

Železniční stanice, do které musí vlak od Brandýsa vjíždět úvratí. Vznikla už v roce 1865 na trase Turnovsko-kralupsko-pražské dráhy mezi Všetaty a Kralupy nad Vltavou, v roce 1871 k ní přibyla ještě odbočka do Prahy. Stanice má rozsáhlé kolejiště navazující na předávací kolejiště Spolany. Stanicí procházející trať Všetaty – Neratovice – Kralupy nad Vltavou byla silně frekventována a přetížena v době elektrizace trati z Prahy do Lovosic, jelikož sloužila jako odklonová trasa.

### Navazující tratě

#### Čelákovice
- Trať 231 Kolín – Velký Osek – Nymburk hl. n. – Lysá nad Labem – Čelákovice – Praha-Vysočany
- Trať 233 Čelákovice – Mochov

#### Neratovice
- Trať 070 Praha hl. n. – Praha-Vysočany – Neratovice – Všetaty – Mladá Boleslav hl. n. – Bakov nad Jizerou – Odbočka Zálučí – Turnov
- Trať 092 Kralupy nad Vltavou – Neratovice